# Festung Mueterschwanderberg

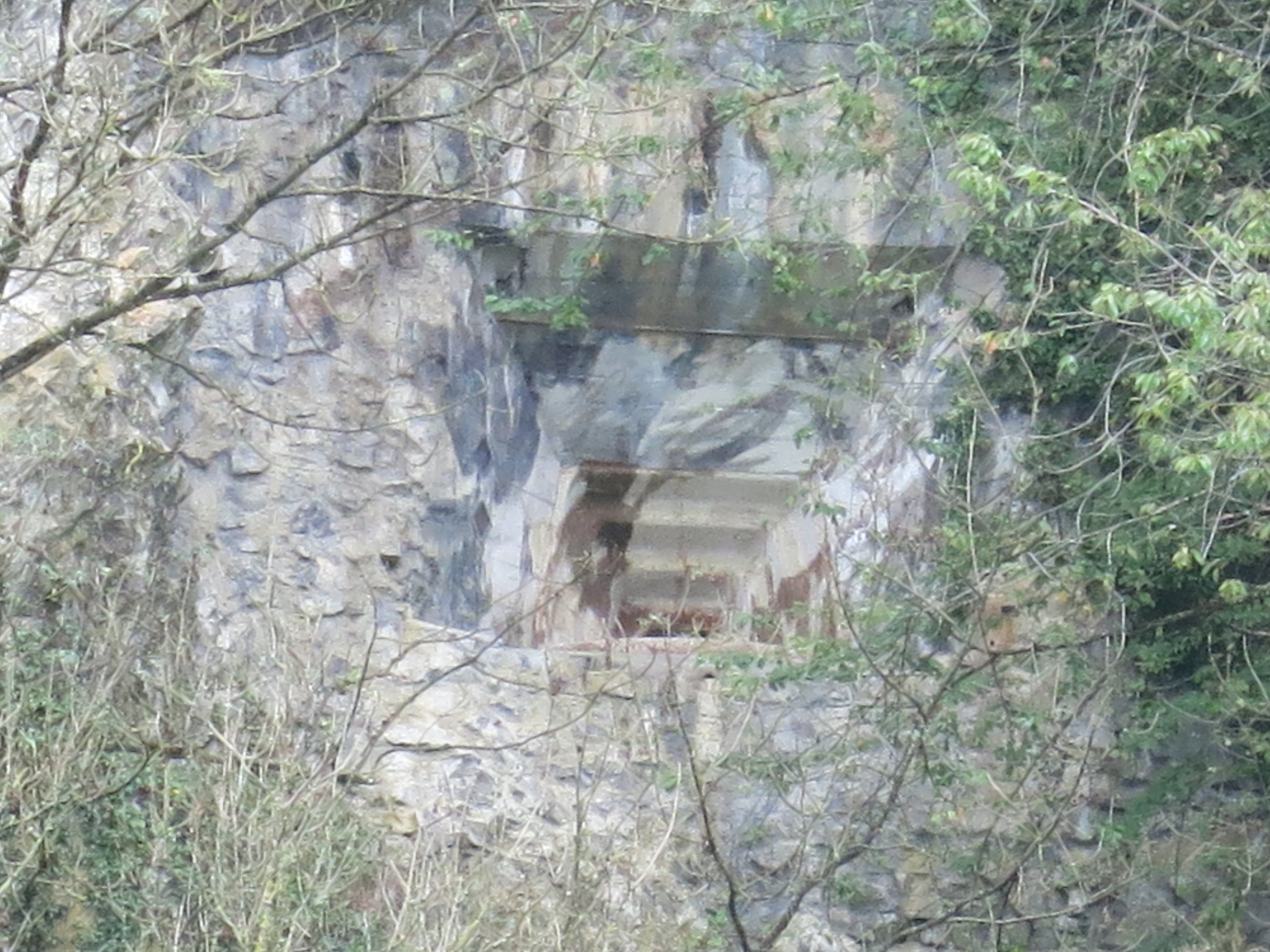
Haubitzenscharte G1 Blattiberg Ost

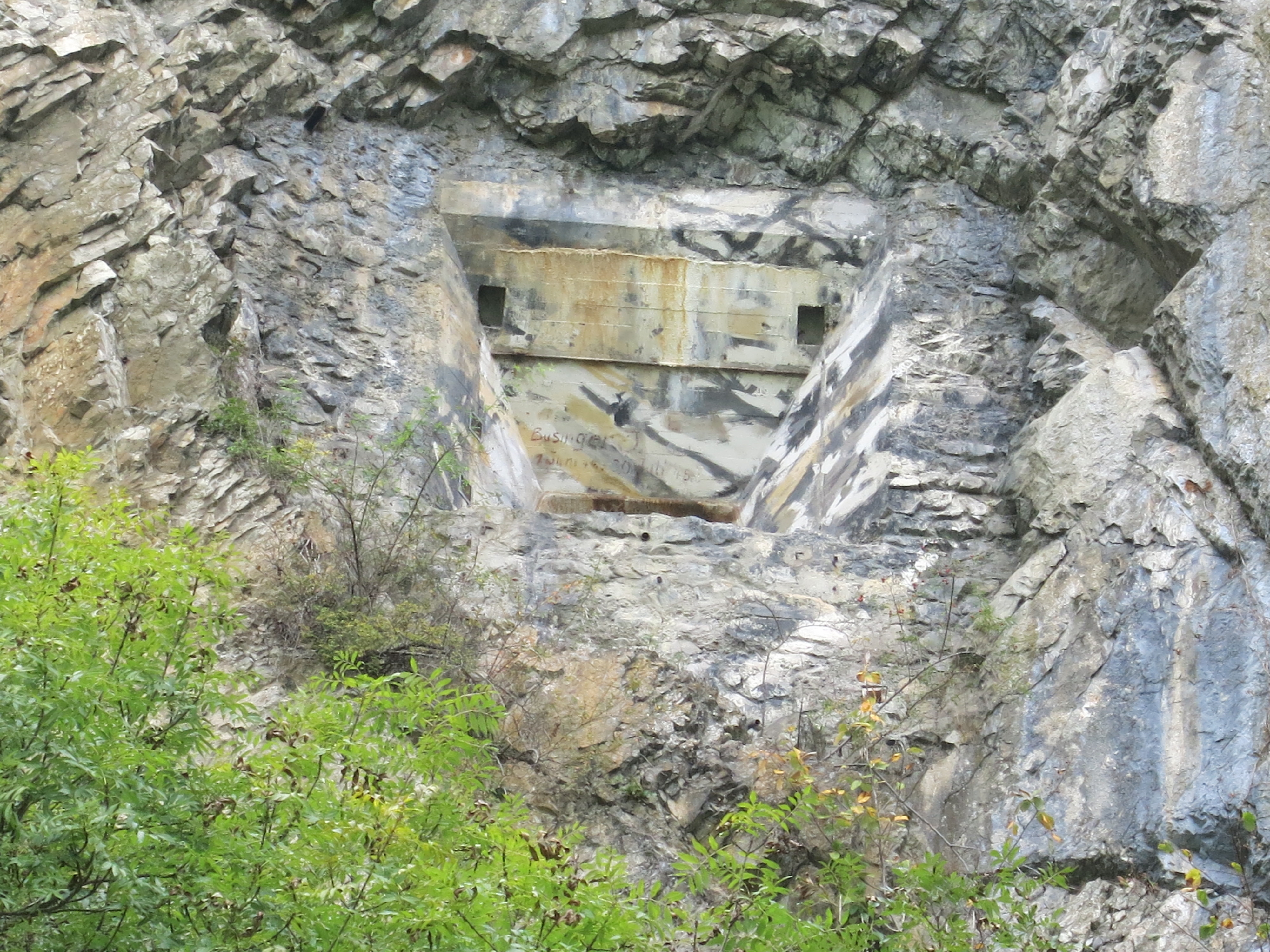
Haubitzenscharte G3 Blattiberg Ost

Die Festung Mueterschwanderberg war eine Verteidigungsstellung der Schweizer Armee. Sie liegt auf dem Gemeindegebiet von Ennetmoos zwischen Stans und Alpnach in der Schweiz.
Die grösste Konzentration an Festungswerken in der Schweiz liegt in der Zentralschweiz. Allein die miteinander verbundenen Werke Blattiberg, Drachenfluh und Zingel im «Muotterschwandenberg» (ältere Schreibweise für «Mueterschwanderberg») zählten nicht weniger als 24 Geschütze verschiedener Kaliber und waren damit einer der bedeutendsten Festungskomplexe der Schweiz.
Die Festung Mueterschwanderberg gilt als das grösste, vollständig während des Zweiten Weltkriegs gebaute Werk. Es war mit 24 Kanonen und Haubitzen mit 7,5 cm bis 15 cm Kaliber bewaffnet.
Nach der Festung Savatan–Dailly war die Festung Mueterschwanderberg das grösste Artilleriewerk der Schweizer Armee.
Das 1944 fertiggestellte Werk wurde 2001 entklassifiziert und stillgelegt.

## Werke
Die Festung besteht aus den drei Werken Blattiberg A 2288.01 ⊙, Drachenfluh A 2288.02 ⊙ und Zingel A 2288.03 ⊙.

### Lage
Die Werke befinden sich auf der Nordseite des Mueterschwanderbergs unterhalb der Spitze des Zingels (859 m ü. M.) das Werk Zingel nördlich des Zingel, das Werk Drachenfluh östlich des Zingels in der Drachenfluh, das Werk Blattiberg östlich des Zingels unterhalb der Drachenfluh bei Ober Blattiberg.
Die drei Werke sind auf zwei Hauptebenen angeordnet, welche mit einer unterirdischen Standseilbahn (AGFA-Nr: Z 204) und parallel verlaufender Treppe ab Talstation Blattiberg/Drachenried miteinander verbunden waren. Der Eingangsbereich des Werks Zingel ist auf der Polenstrasse von Alpnach erreichbar. Die Strasse konnte mit Lastwagen befahren werden.

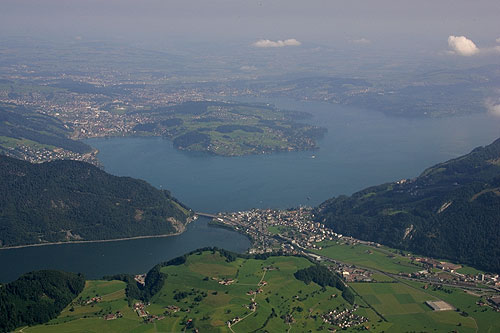
Blick vom Stanserhorn zum Vierwaldstättersee, Mueterschwanderberg (links vorne) und Stans (rechts)
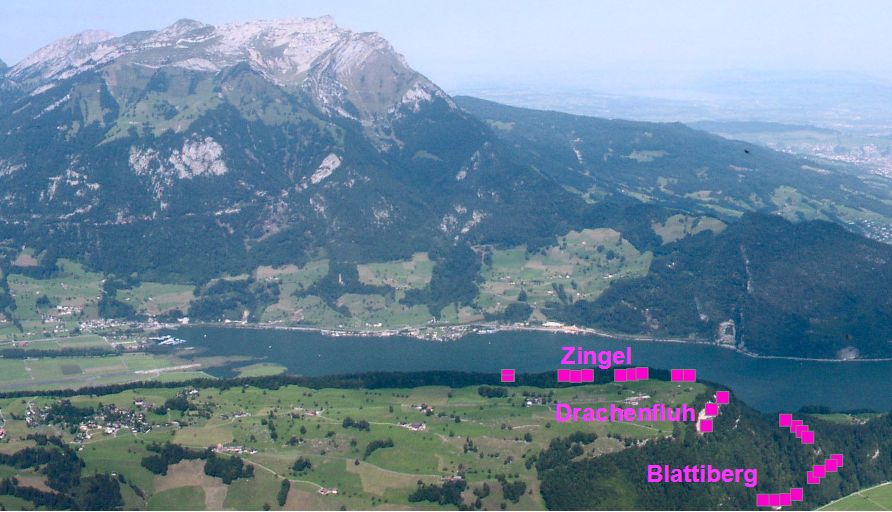
Mueterschwanderberg mit Lage der Werke, im Hintergrund Pilatus
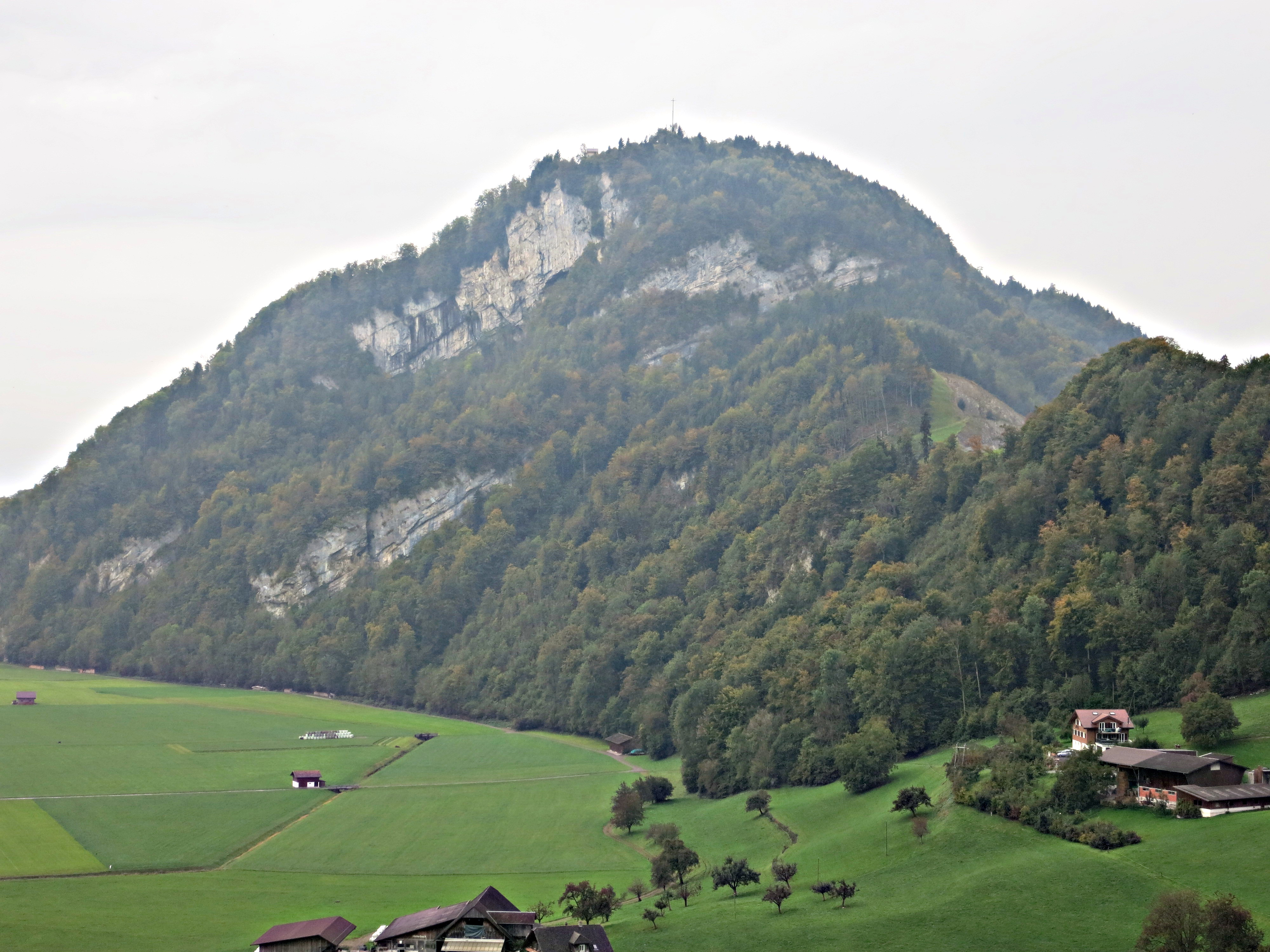
Mueterschwanderberg, Nordseite
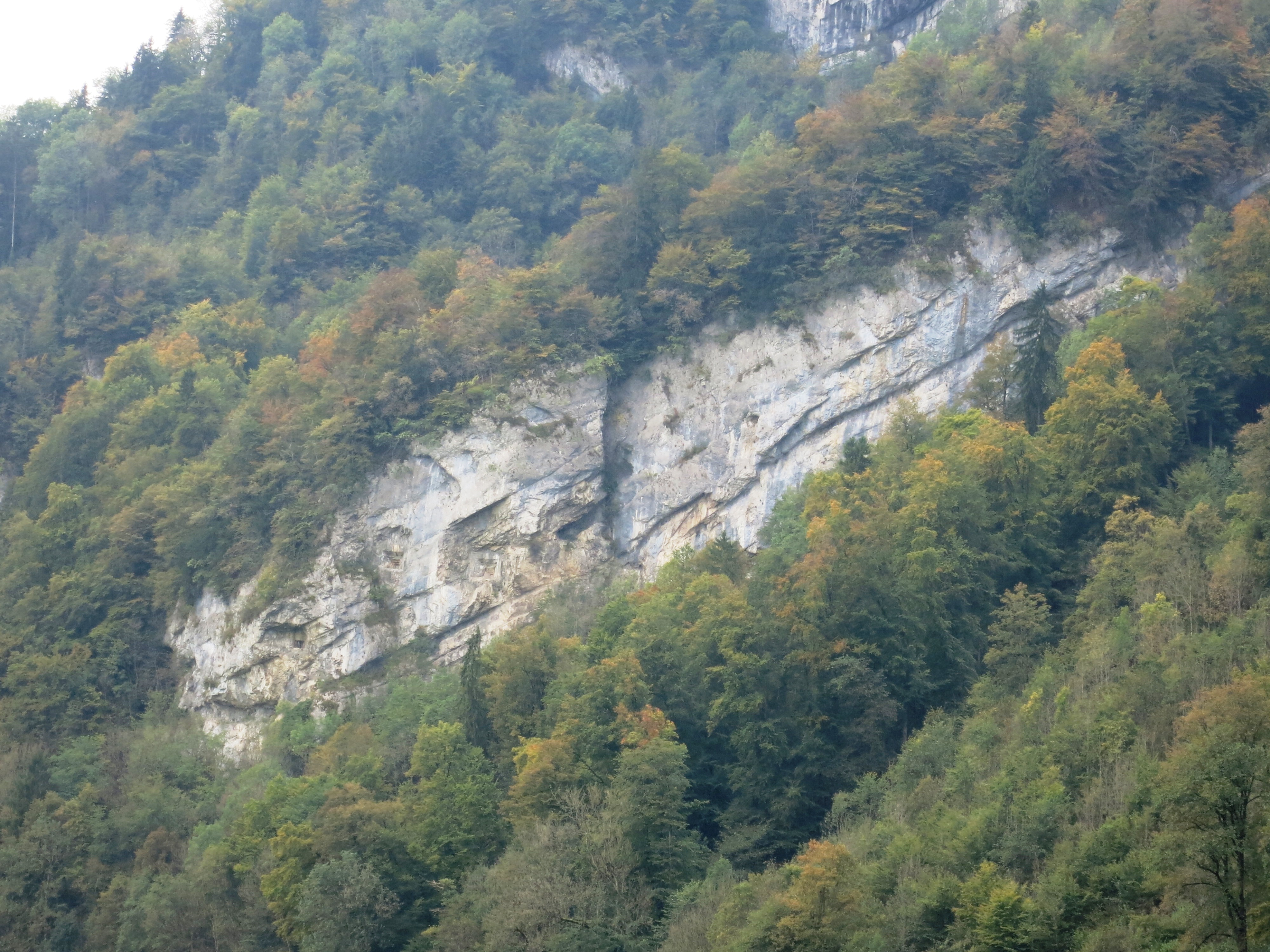
Westliche Felswand des Blattiberges

### Militärseilbahn und Treppe
Die 1941 eröffnete, 432 m lange unterirdische Standseilbahn Z 204 verband die Talstation beim unteren Eingang im Ober Blattiberg (Bunker) 530 m ü. M. mit dem Werk Drachenfluh 757 m ü. M.und hatte drei Zwischenstationen: bei Zwischenboden G 11/12, bei Blattiberg und D-11. Die Standseilbahn hatte zwei Wagen zu je zwölf Personen oder 1500 kg Material, eine Höhendifferenz von 227 m, eine Schienenlänge von 432 m und eine mittlere Steigung von 62 %.
Die Bahn konnte jederzeit und überall mittels Kontakt des Signalstabes der Wagen mit dem auf Keramikisolatoren im Stollen durchlaufenden Signaldraht angehalten werden. Nur von den Zwischenstationen aus konnte mit der Ende der 1980er Jahre nachgerüsteten automatischen Seilbahn-Steuerung per Schlüsselschalter wieder angefahren werden. Im Handbetrieb, bei bemannter Bergstation, wurden die Stationen über die Fernanzeige angefahren. Zur optischen Betriebsüberwachung im Steuerstand der Bergstation wurden in der Talstation und in der Zwischenstationen "Blattiberg, zusammen mit der Fernsteuerung auch zwei Video-Kameras installiert.
Parallel zum Bahn-Trassee führt eine Treppe mit 1372 Stufen welche alle Ebenen der Anlage miteinander verbindet.
Die Bahn Z204 wurde 2007 abgebaut, die Treppe blieb erhalten.

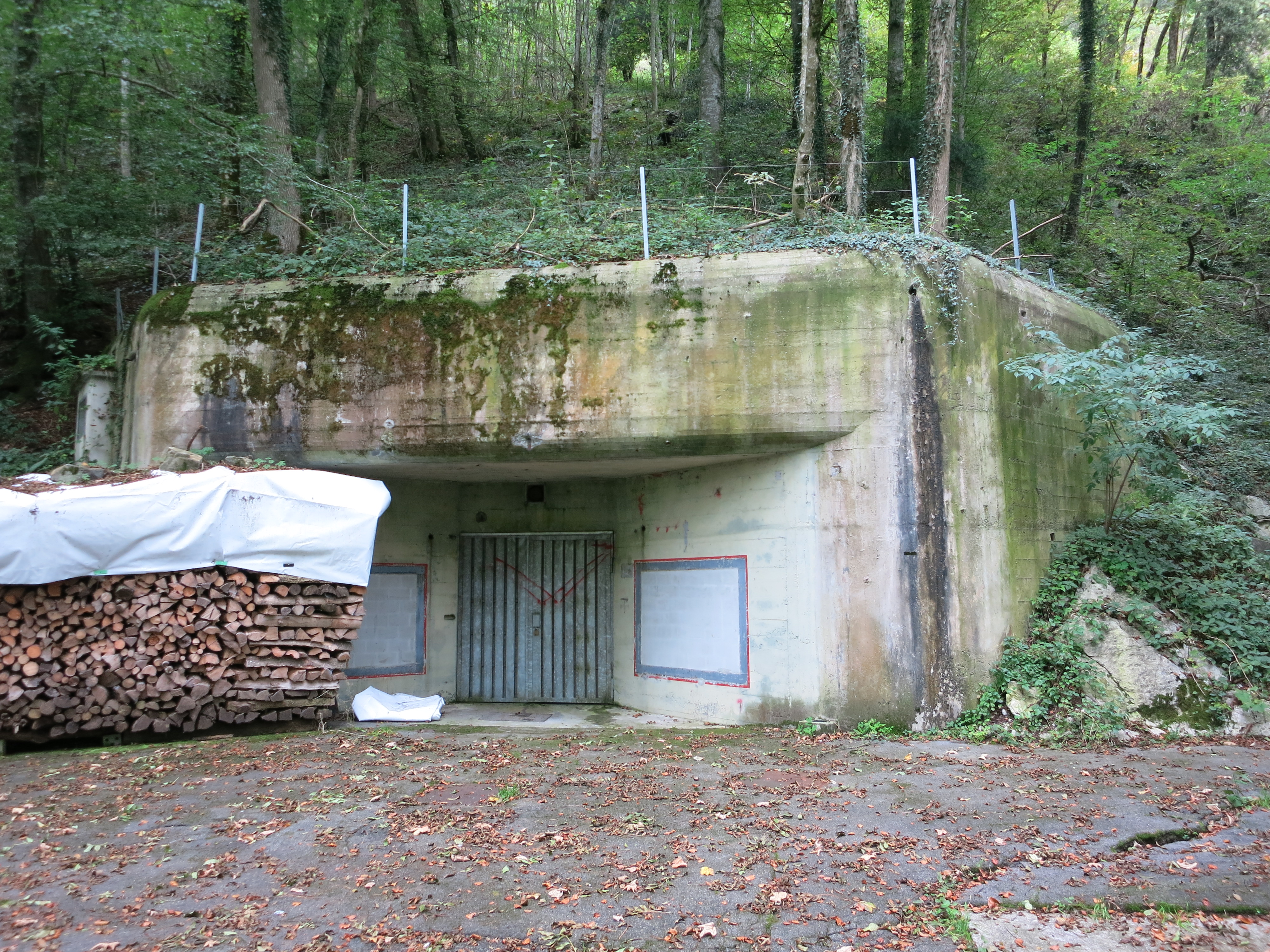
Eingangsbauwerk A2288.01 zur untersten Ebene Blattiberg mit Talstation, am Eingangsbauwerk wurde die Tarnung entfernt und die Nahverteidigungsscharten wurden zugemauert
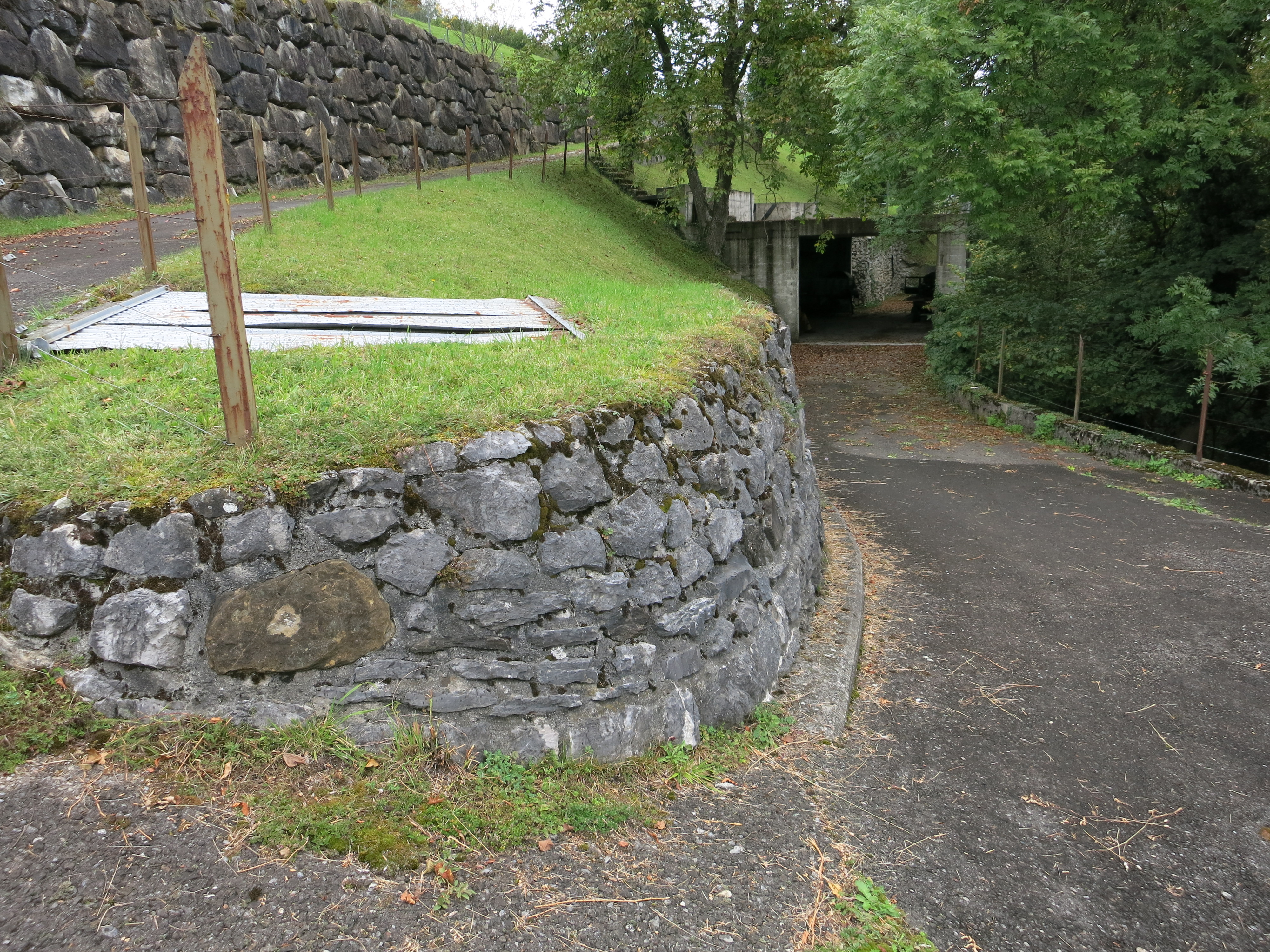
Eingangs Bauwerk A2288.02+03, ursprünglich als Scheune getarnt
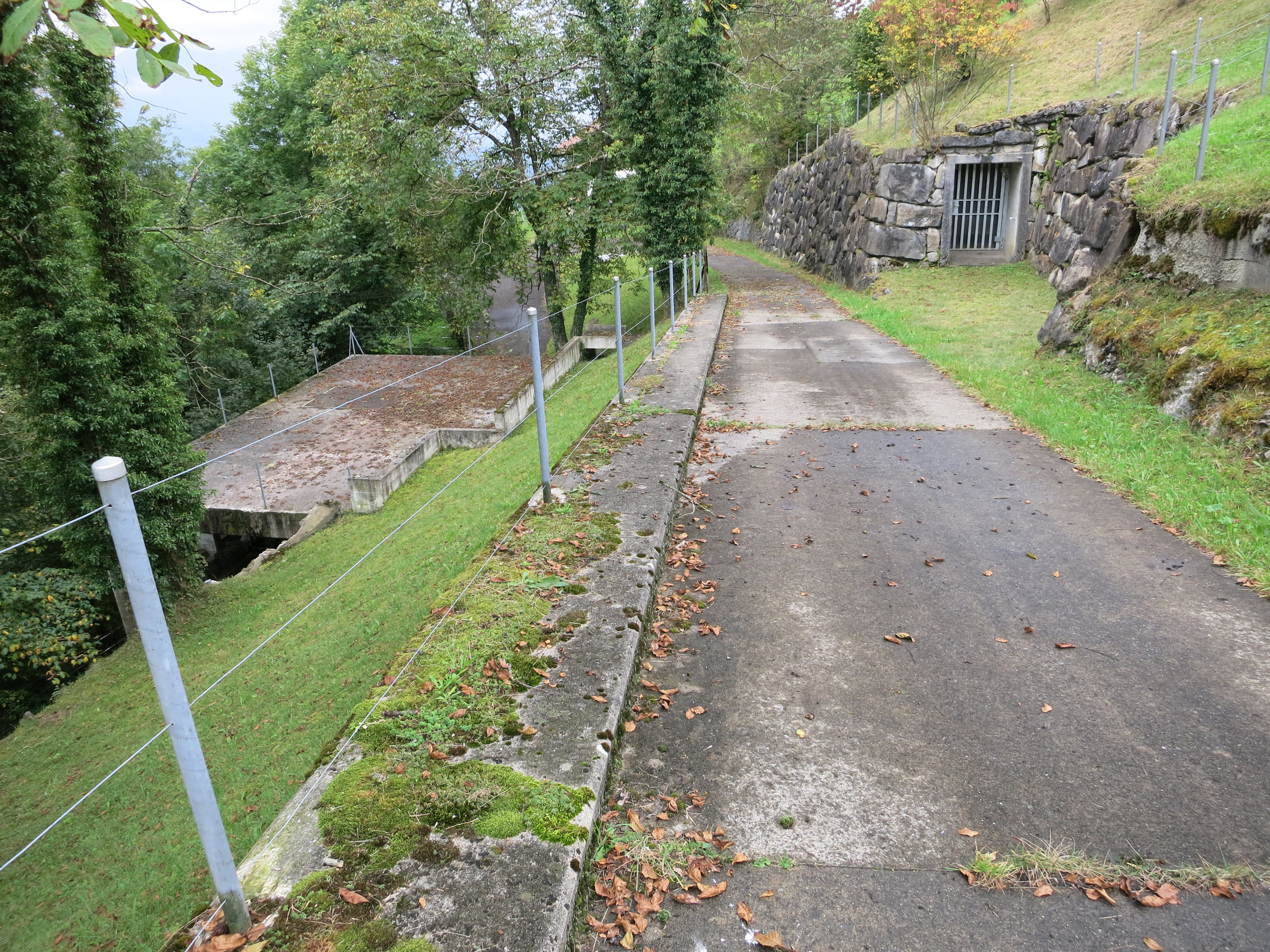
Werkeingang A2430 (kein Zugang in A2288)
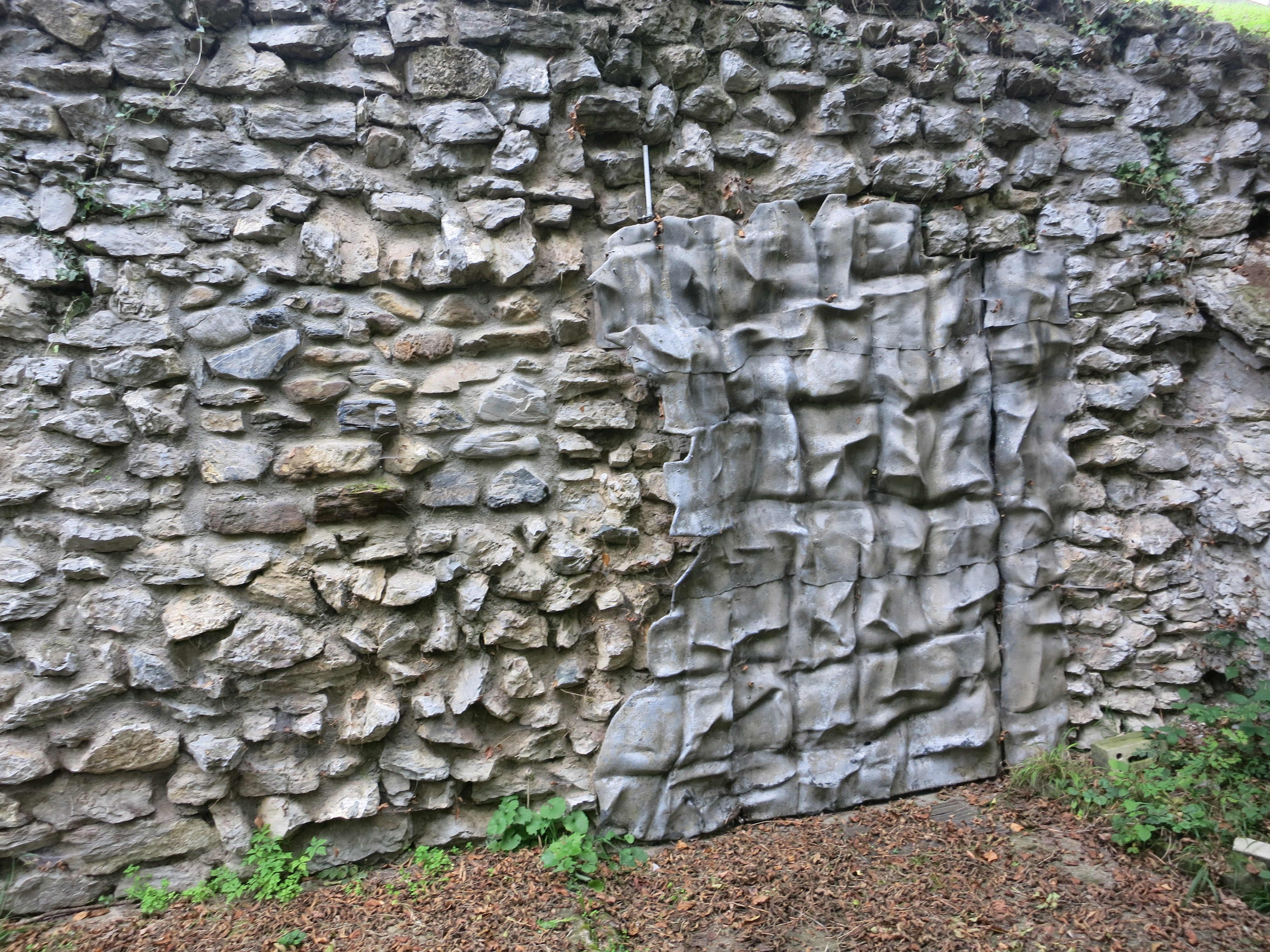
Getarnter Eingang zur werkseigenen Transformatorenstation mit 2x400kVA beim Eingangsbauwerk A2288.02/03 (kein Zugang in A2288)

### Bewaffnung
Das Werk Zingel war 1941 schussbereit. Die Geschütze hatten einen Schusssektor von Kriens-Obernau nach Weggis. Das Werk verfügte über folgende Geschütze:
- 8 × 15-cm-Haubitzen 16[4]
- 2 × 7,5-cm-Kanonen 03/22

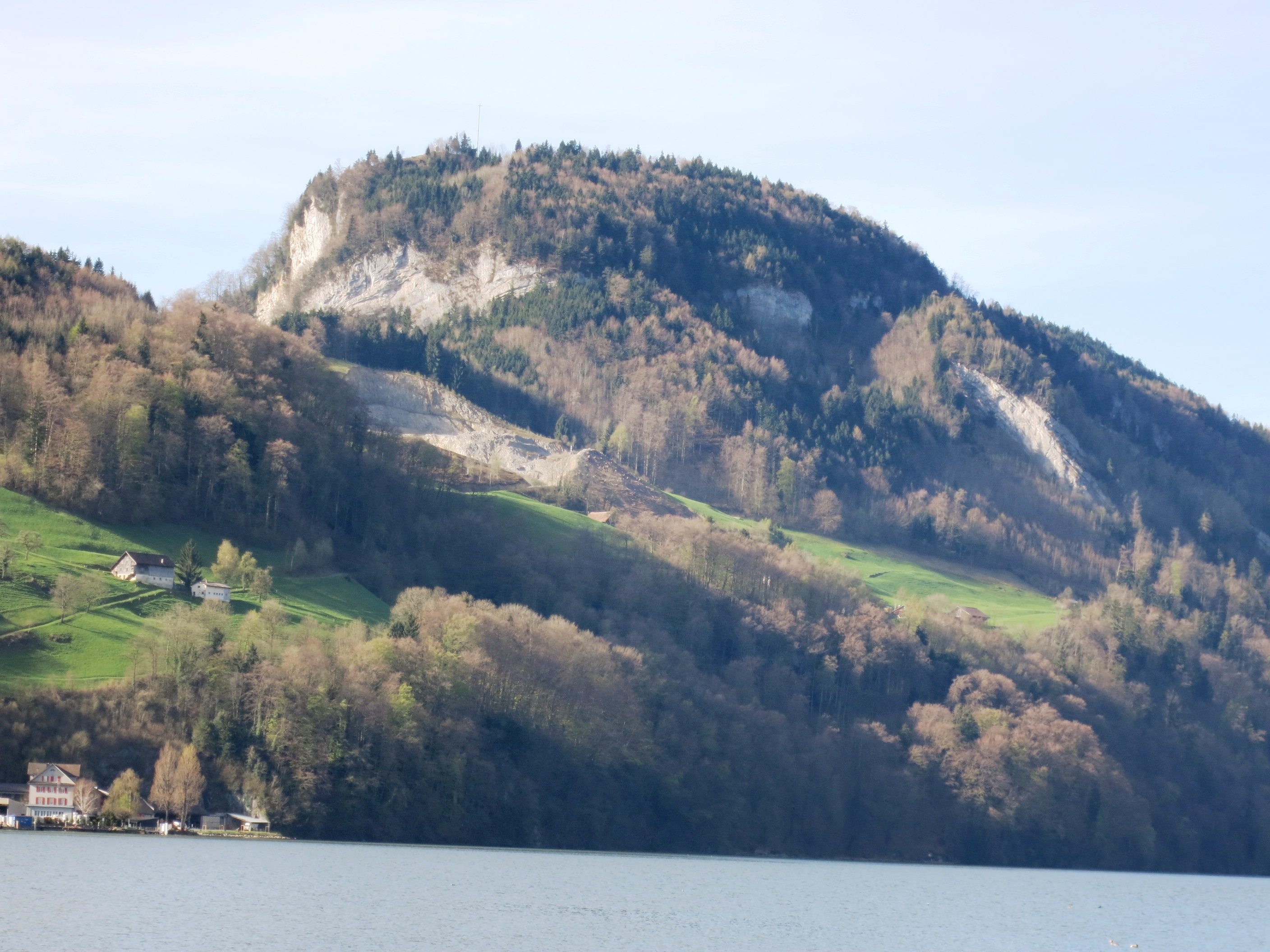
Zingel, Felswand und Alpnachersee
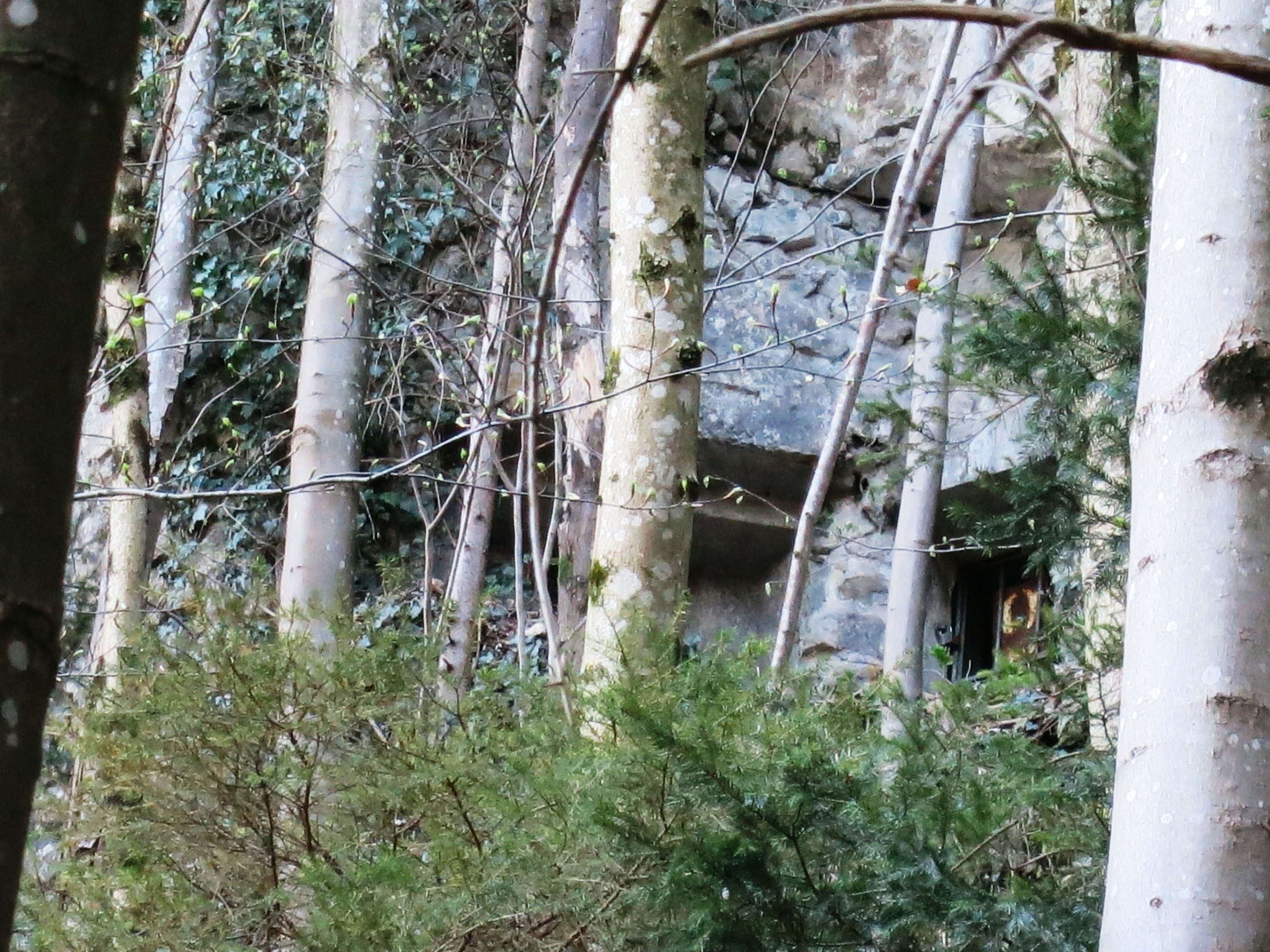
Zingel, Bunker Aussenverteidigung
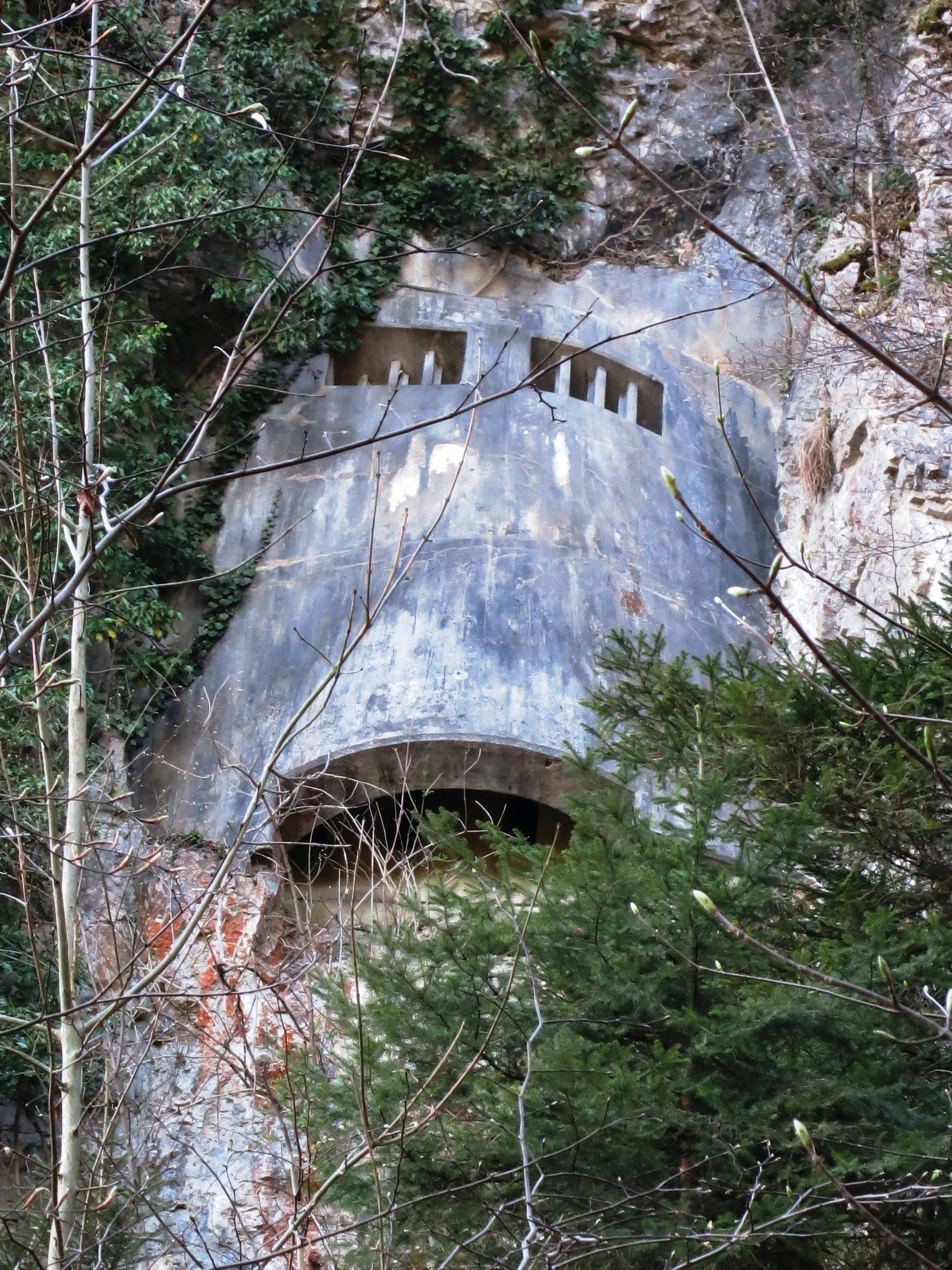
Zingel, Luftzufuhr
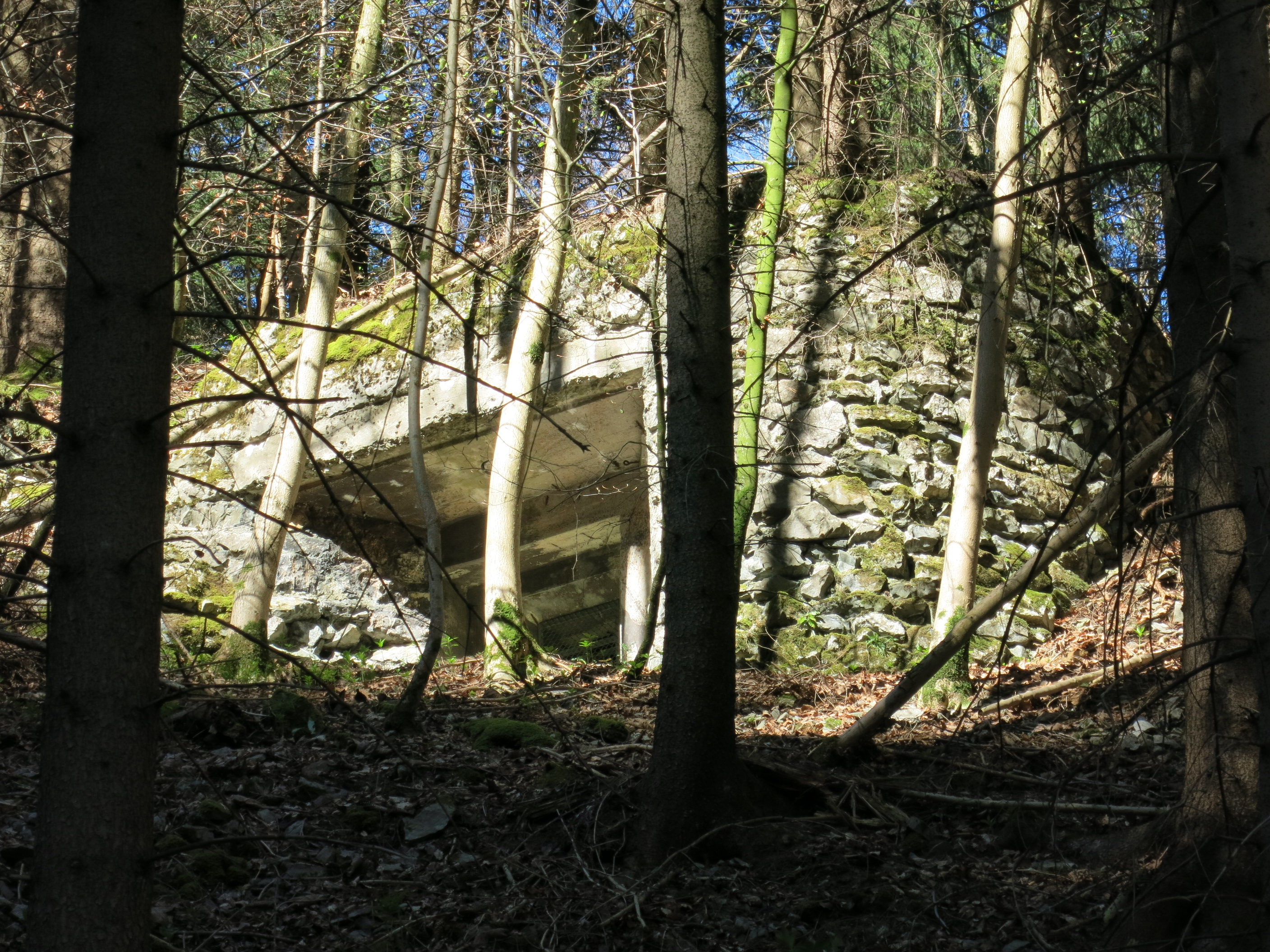
Zingel, Flankierbunker

Das Werk Drachenfluh war 1942 schussbereit. Die Geschütze hatten einen Schusssektor von Vitznau nach Emmetten. Das Werk verfügte über folgende Geschütze:
- 2 × 10,5-cm-Kanone 35 L42

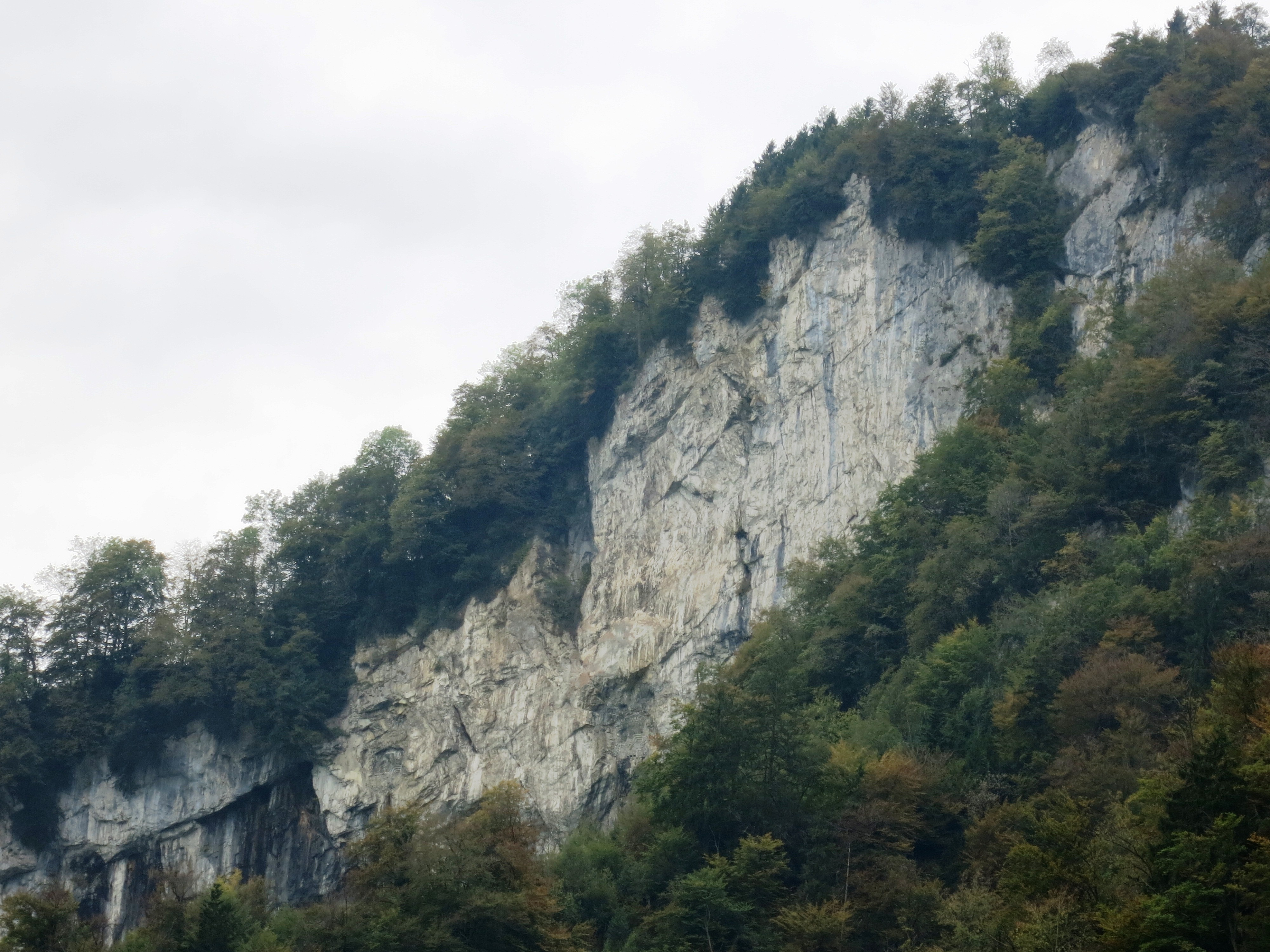
Östliche Felswand der Drachenfluh
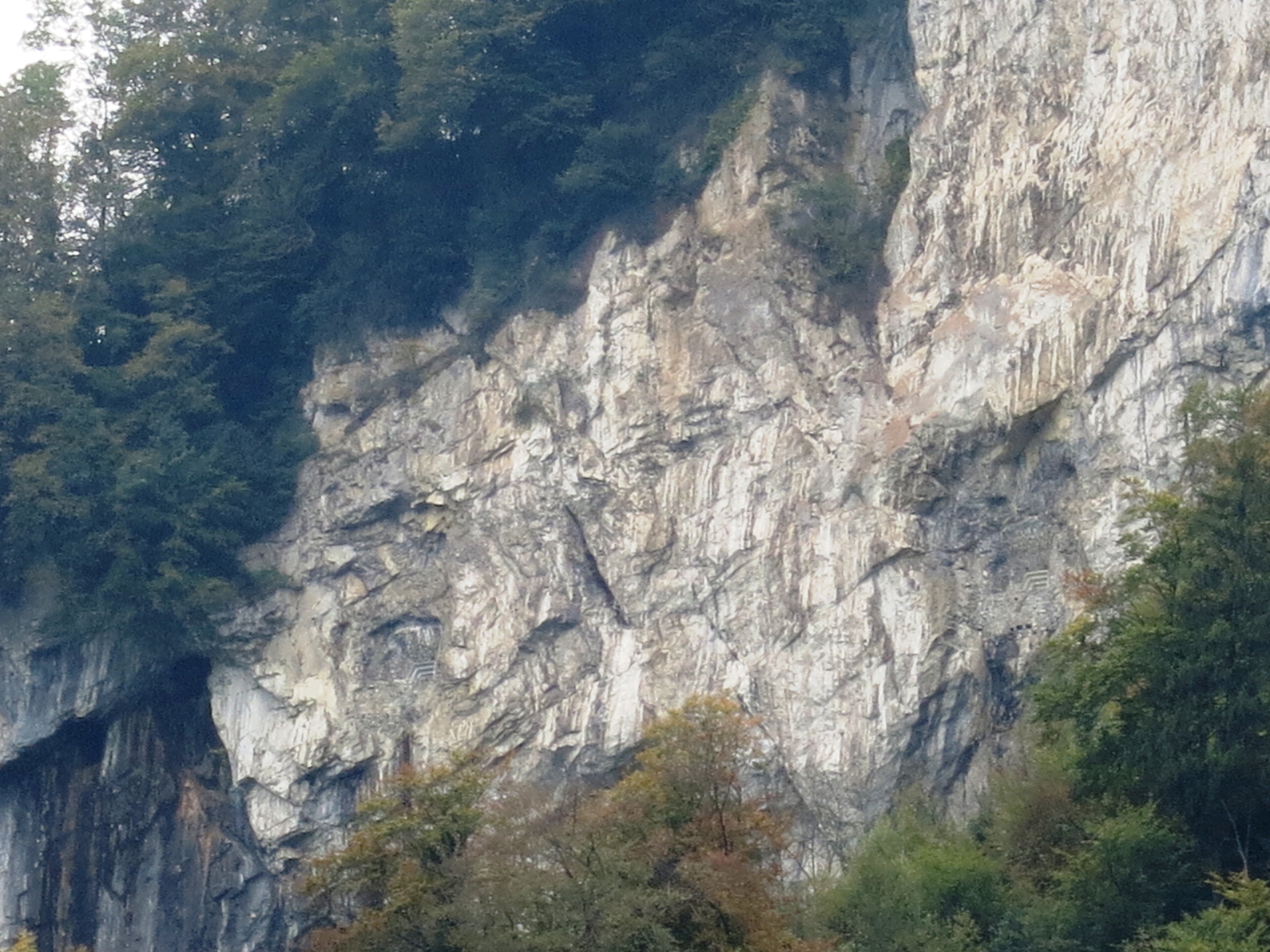
Scharten Drachenfluh G1, G2
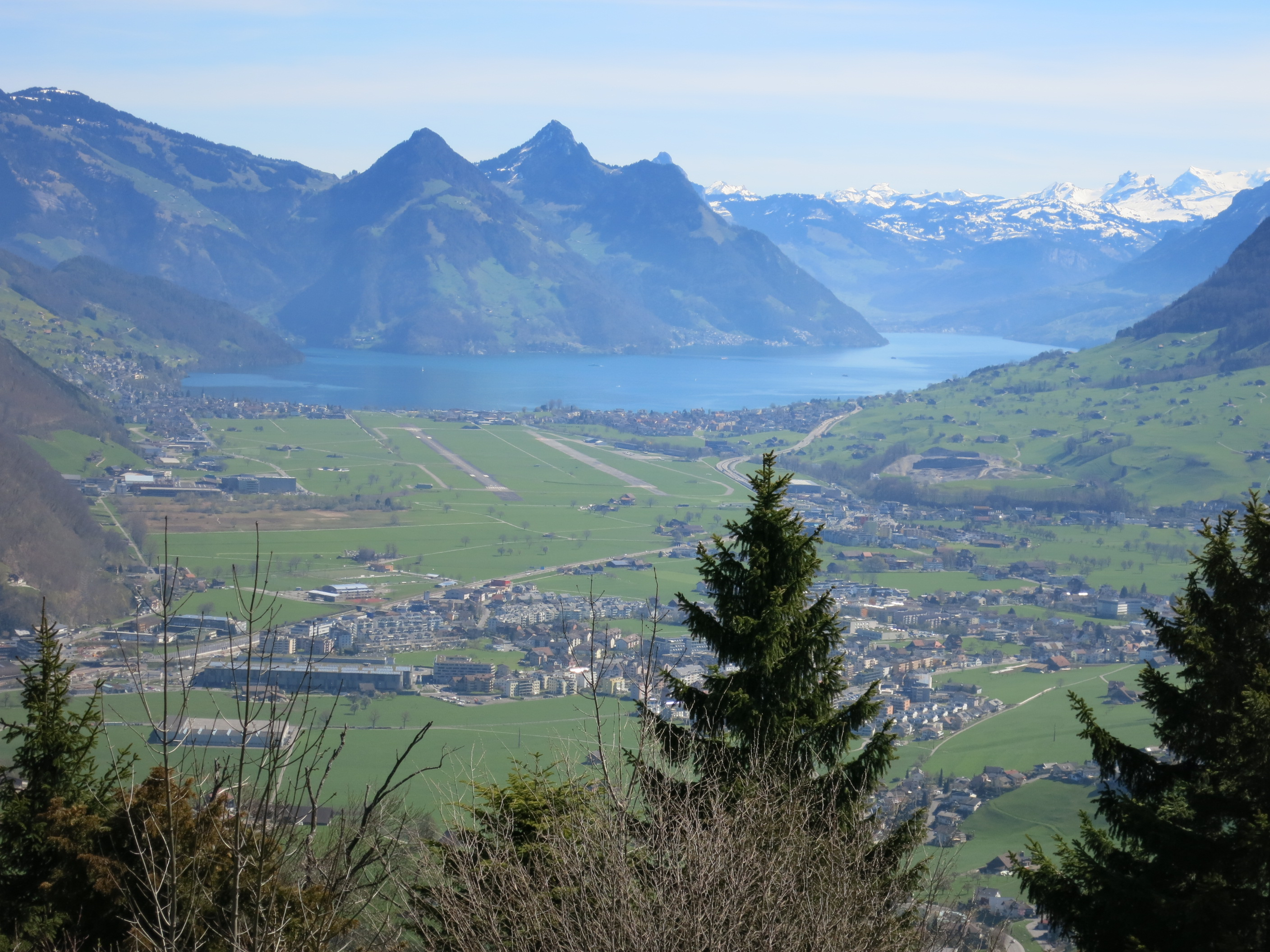
Schussektor Vitznau-Emmetten

Das Werk Blattiberg war 1942 schussbereit. Die Geschütze hatten einen Schusssektor von Stans nach Emmetten. Das Werk verfügte über folgende Geschütze:
- 12 × 7,5-cm-Kanonen 03/22
- 1 × 9-cm-Pak 50/57
- 1 × 7,5-mm-Mg 51

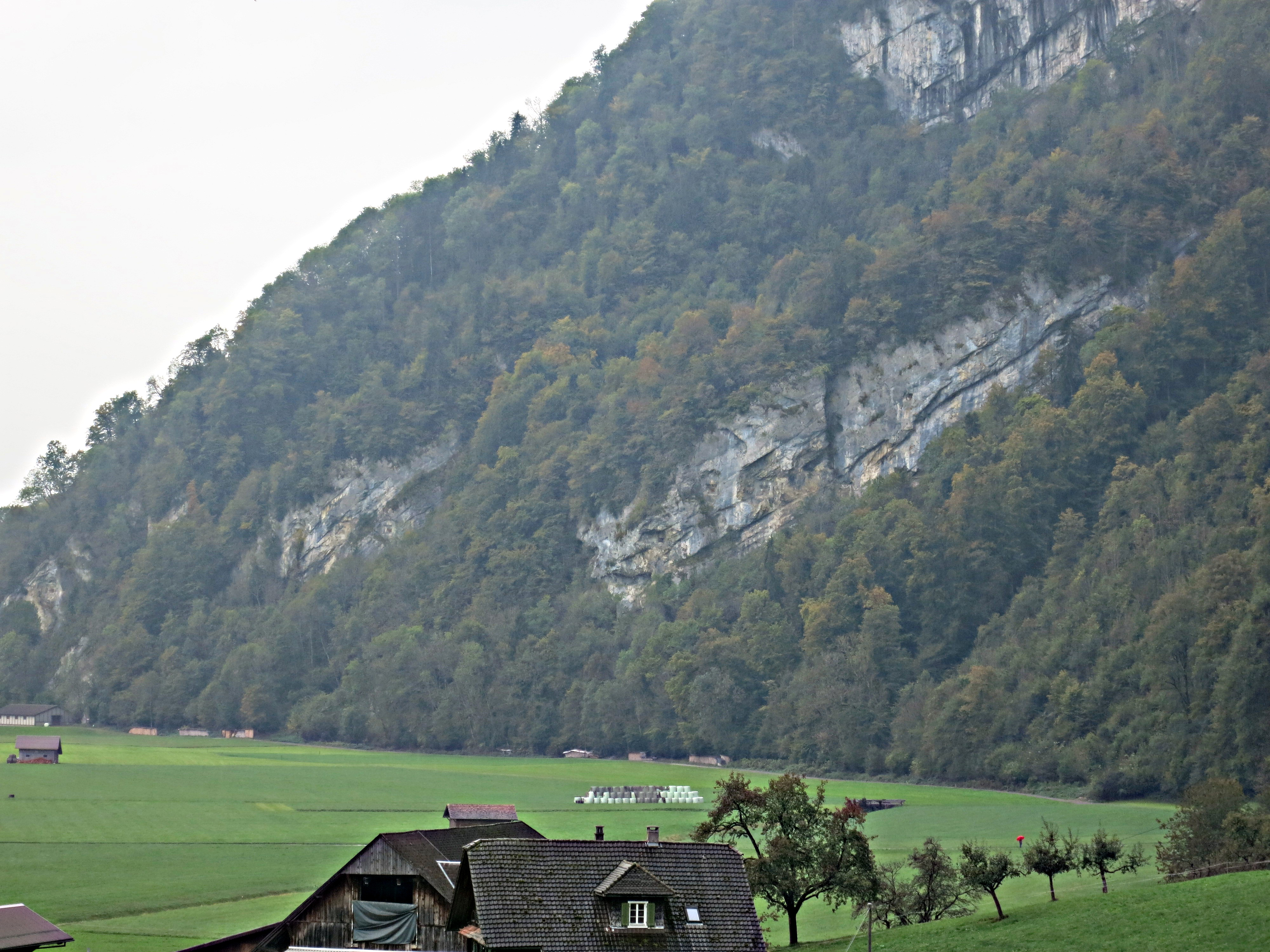
AW Blattiberg: Ost G1–4, Mitte G5–8, West G9–12
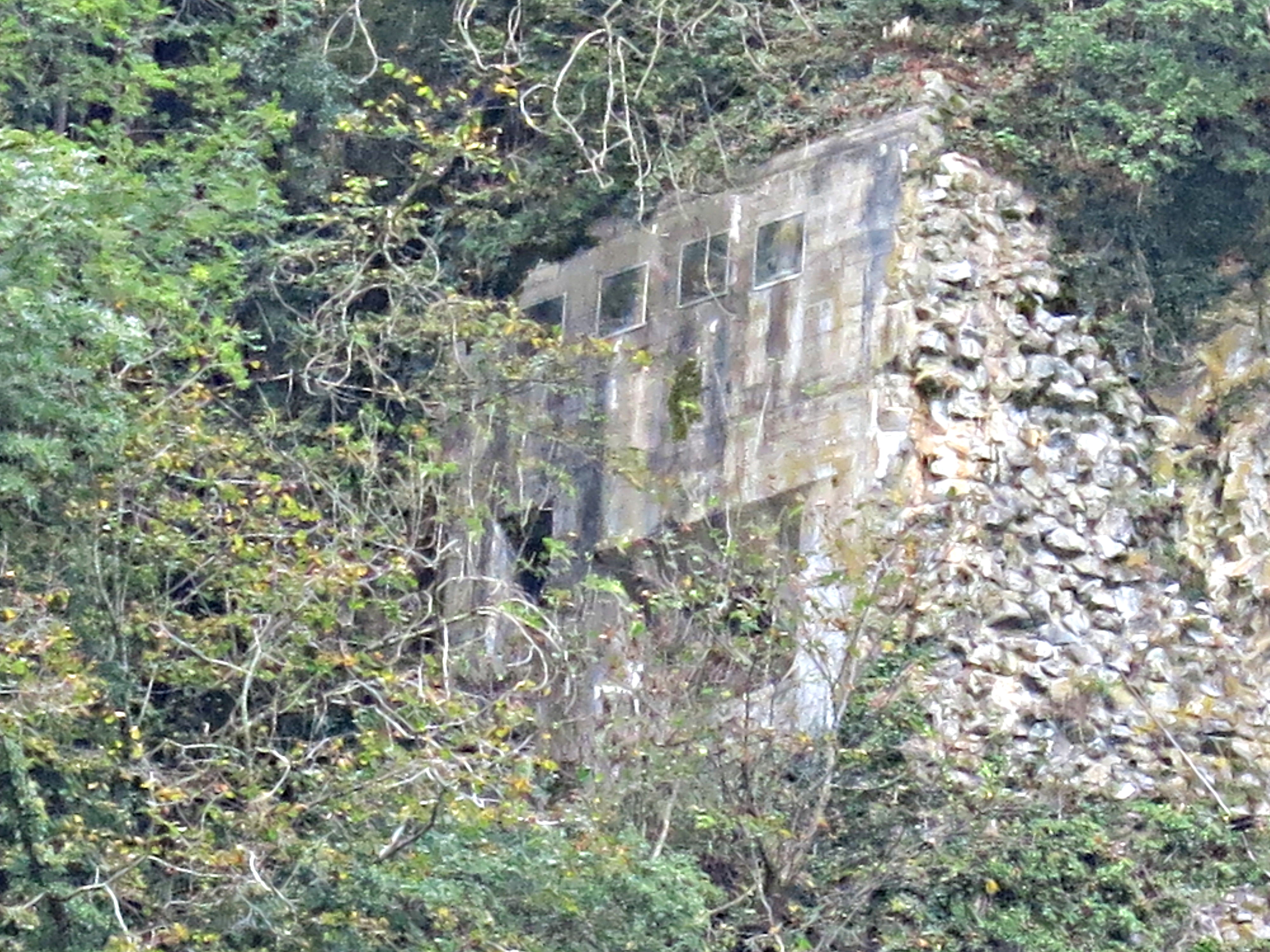
Blattiberg Ost
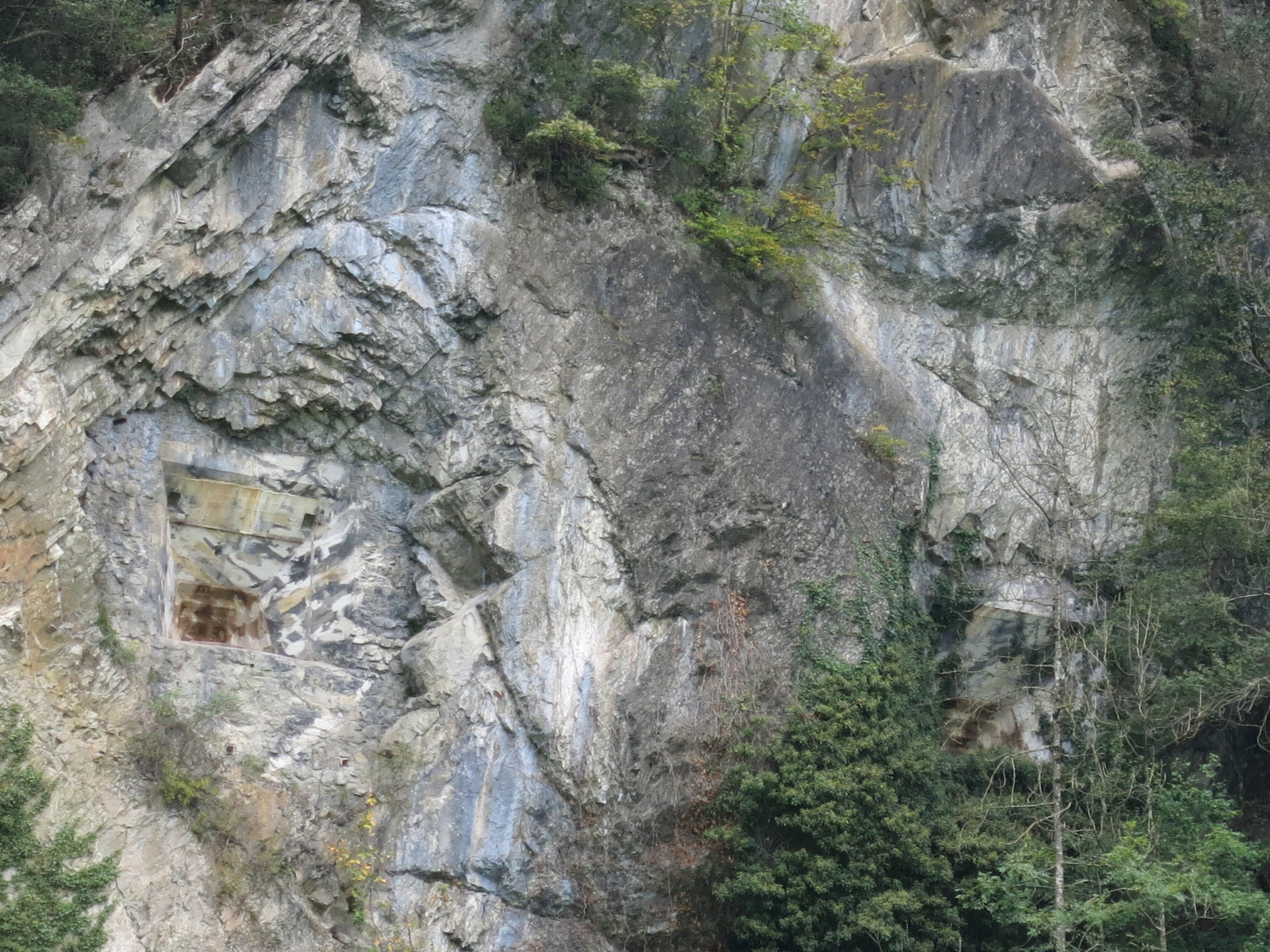
Scharten G3 und G4 Blattiberg Ost
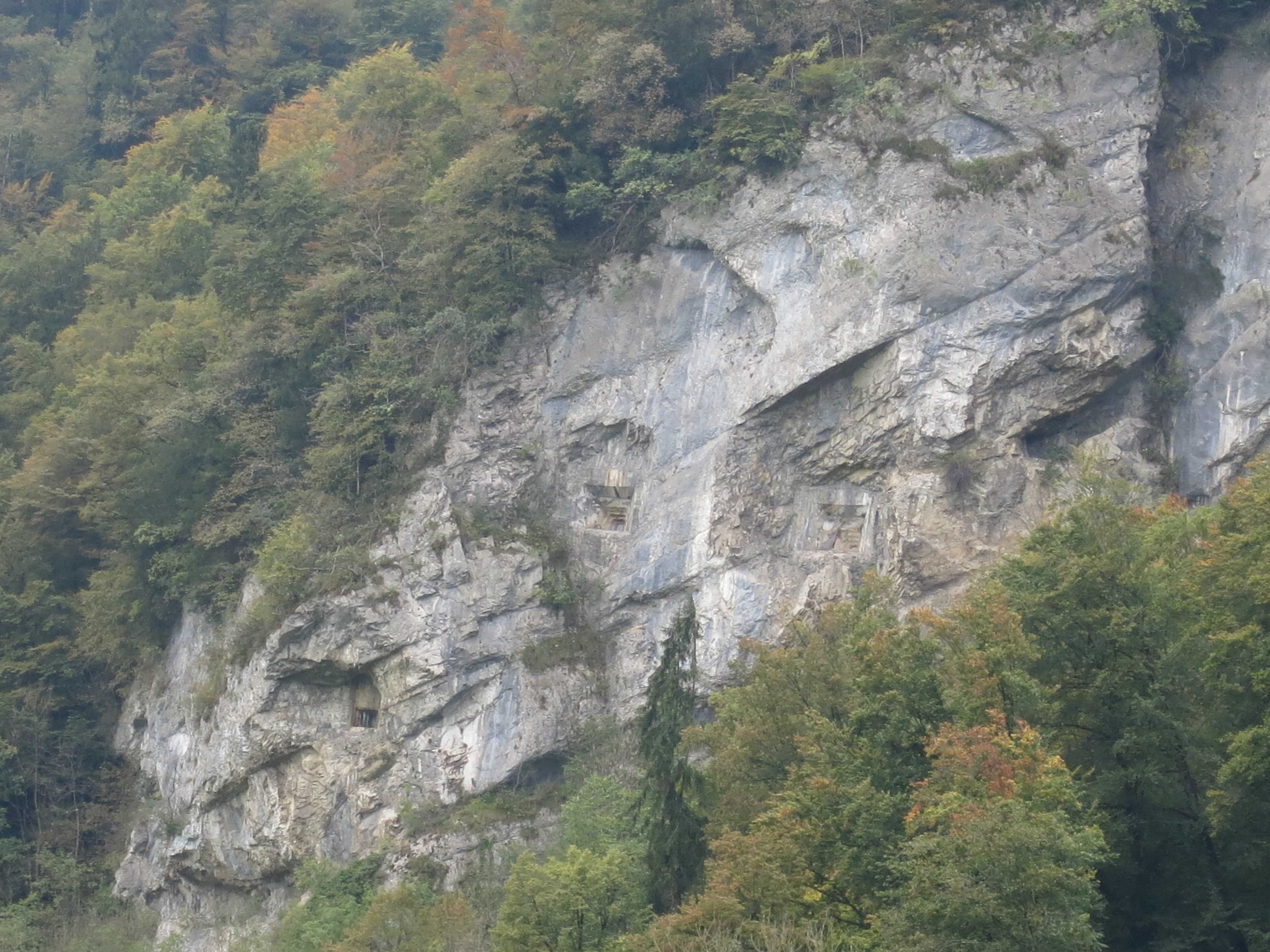
Scharten Blattiberg West: Beobachter, G9–12

In den Jahren 1956–1958 wurden die technischen Installationen der Festung Zingel verbessert, der Kommandotrakt neu eingebaut die Küche modernisiert sowie der Zugang zur Bttr rechts G5+6 neu gesprengt. Im Blattiberg und in der Drachenfluh wurden keine Veränderungen vorgenommen. 1993 bis 1994 wurde in der Nähe vom oberen Werkeingang der Monoblock A 2430 mit einem 12 cm Festungsminenwerfer 1959 erstellt. Das Artilleriewerk wurde Mitte der 1980er Jahre «umgerohrt», das heisst die alten 7,5- und 15-cm-Geschütze durch modernere 10,5-cm-Haubitzen ersetzt. Dadurch wurde die Kampfkraft durch Reichweitensteigerung massiv aufgewertet bei gleichzeitiger Reduktion der Geschütze. Im Zingel wurde die Bttr links mit 4 × 15-cm-Hb 16 und in der Bttr rechts die beiden 7,5-cm-Kan 03/22 aufgelassen und durch insgesamt 4 × 10,5-cm-Hb 35/41 in der Bttr rechts ersetzt. Im Blattiberg wurden die 12 × 7,5-cm-Kan 03/22 aufgelassen und durch 6 × 10,5 cm Hb 35/41 ersetzt. Gleichzeitig wurde in den elf Geschoss- und Ladungs-Magazinen die alte Munition durch Munition für die neuen Geschütze ersetzt. Beim Munitionsaustausch entgleiste ein mit 15-cm-Stahlgranaten beladener Wagen der Standseilbahn bei der Ausweichstation. Die auf dem Trasse nach unten donnernden 50-kg-Geschosse demolierten beinahe alle Seilführungsrollen; Personen kamen dabei nicht zu Schaden.
Somit standen ab 1987 bis 1993 der Truppe folgende Artillerie-Geschütze zur Verfügung:
- Zingel:      4 × 10,5-cm-Haubitzen 35/41 L22, HL
- Drachenfluh: 2 × 10,5-cm-Kanonen 35/39, L42 HL
- Blattiberg:  6 × 10,5-cm-Haubitzen 35/41, L22 HL

1993 wurden bei allen 10,5-cm-Hb 35/41, L22 die Rohre durch neuere Rohre mit Jahrgang 46/48 ersetzt. Das Bodenstück mit Verschluss wurde weiterverwendet. Mit den Rohren des Modells 35/41 durfte aus Sicherheitsgründen wegen der schlechteren Stahlqualität die oberste Ladungsgruppe 5 nicht verschossen werden. Nach dem Umrohren konnte mit den neuen 10,5-cm-Haubitzen 42/46, L22 HL die volle Schussdistanz von knapp 10 km genutzt werden. Die alten Rohre wurden im Stahlwerk Monteforno entsorgt.

### Infrastruktur der Festung
- Total 715 Liegestellen für die Besatzung
- Zwei Küchen mit sechs Kochkesseln zu 100, 150, 175, 250 und 300 Liter, Kapazität 1200 Personen bzw. Mahlzeiten; Küche Blattiberg mit Holzfeuerung, Küche Zingel elektrisch mit Anschlusswert von 140 kW
- 34'000 eingelagerte Essensrationen
- 3 Dieselmotoren Saurer 6 Zyl BXDSL mit je 220 PS / 200 kVA Leistung und einer Betriebsstoffreserve von 3 × 26,4 m³ Diesel
- 1 Grundwasserpumpwerk für die Wasserversorgung
- Zingel: zwei Zisternen mit je 128 m³ und 120 m³ Fassungsvermögen
- Blattiberg: 1 × 5,5 m³ aus Noteinspeisung, 1 × 8,5 m³ Tagesreservoir, 1 × 144 m³ Speicherreservoir

## Aussenverteidigung
Zur Aussenverteidigung der Schiess-Scharten und Zugänge wirkten im Zingel aus vier verbunkerten Stellungen 6 × 7,5-mm-Mg 51/80. Die Mg-Bunker trugen die Anlage-Nr A 2289, A 2290, A 2291. Für die Fest-Flab Bttr wurde ca. 150 m unterhalb des Gipfelkreuzes Zingel dem Waldrand entlang Richtung Kerns ein Stollen A 2292 ausgebrochen. Zusätzlich wurden im selben Bereich Flabstellungen vorbereitet, d. h. aus dem Fels gesprengt und wieder eingedeckt.
Die 12 × 20 mm Flab Kan 51 inkl. Munition der Fest-Flab Bttr I/22(-) waren ebenfalls in der Drachenfluh (A2288-02) gelagert. An Infanterie-Waffen inkl. Munition waren unter anderem 8,1-cm-Minenwerfer, 8,3-cm-Raketenrohre, 300 Tretminen und 450 Springminen eingelagert.
Die auf der Höhe des unteren Eingangs vorhandenen Maschinenwaffen (Infanteriewerk Blattiberg) waren Bestandteil der Sperrstelle Drachenried. Nicht zur Sperrstelle Drachenried gehörte das Panzerhindernis T 1361 in der Zufahrtsstrasse zum Eingang Blattiberg. Dieses hatte nur die Zufahrt vor die Anlage zu verhindern. Auf diese Sperre konnte aus einem Kugelbunker F 20501 mit zugeteilten Korpswaffen gewirkt werden. Unmittelbar vor dem Eingang Blattiberg stand die Baracke B 1073, die als Garage für Fahrzeuge genutzt wurde. Die in der Ebene des Drachenried stehende Materialbaracke B 1072 rundet den Bestand ab.
Die Scharten- und Zugangsbereiche wurden zusätzlich mit Stacheldraht-Hindernissen geschützt. Insgesamt wurden rund 6 km Infanterie-Hindernisse, zum Teil in senkrechten Felswänden, desarmiert.

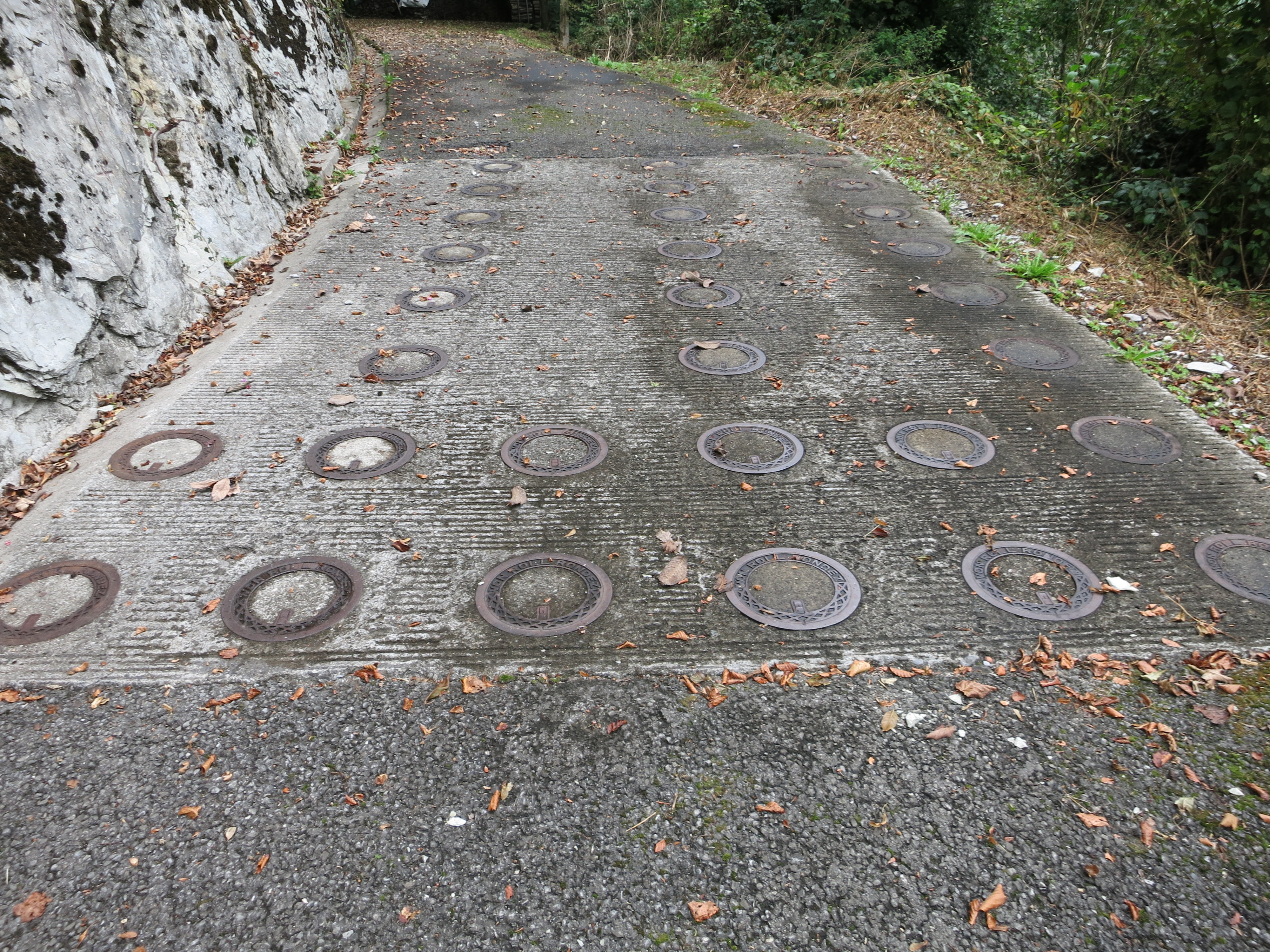
Strassensperre vor der Talstation
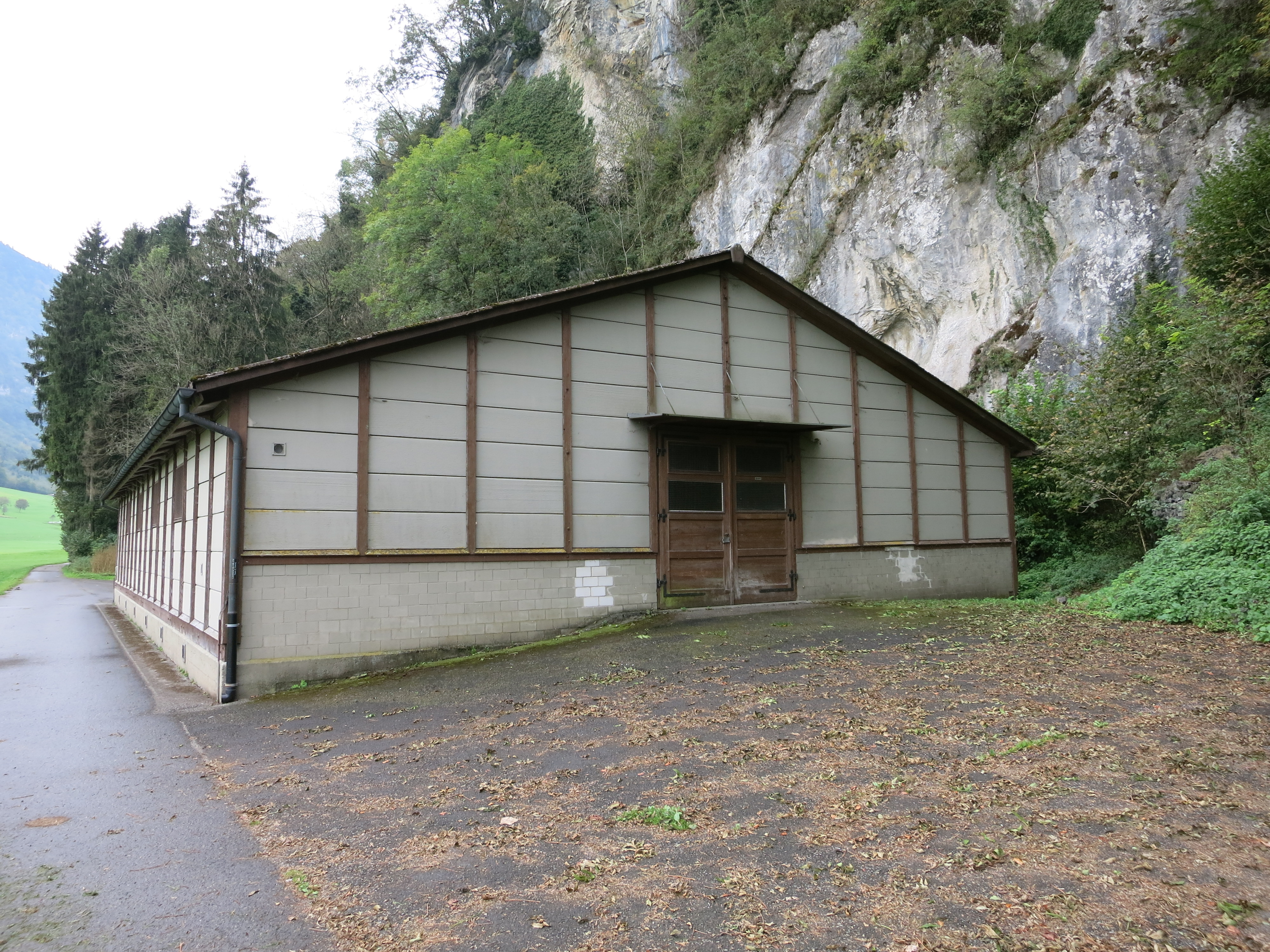
Materialbaracke B 1072
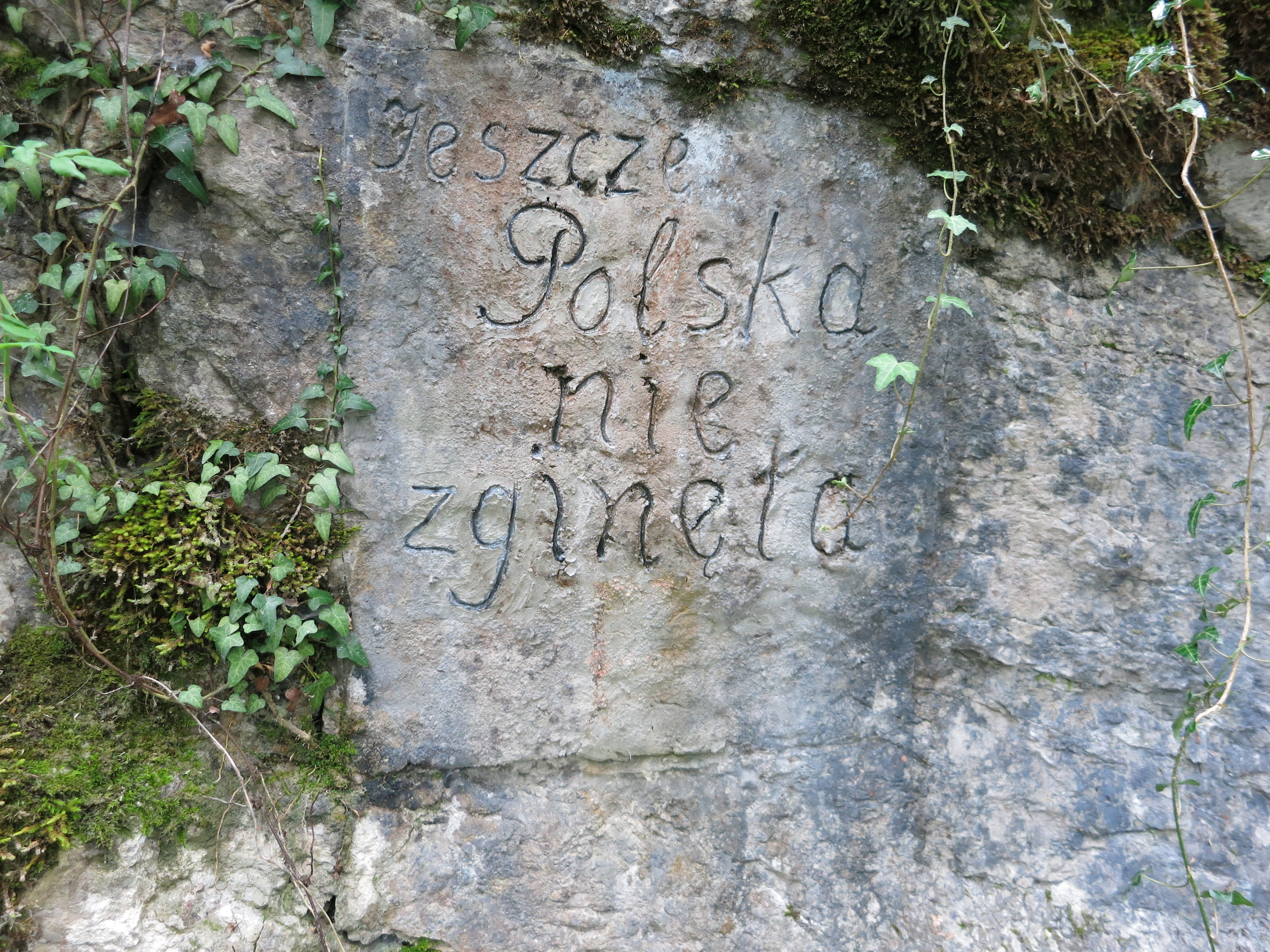
Inschrift Polenstrasse oberhalb Alpnach: Noch ist Polen nicht verloren

## Truppen

### Zugeteilte Truppen nach Truppenordnung 61
- Stab Fest Rgt 22
- Stabskp Fest Rgt 22
- Stab Fest Art Abt 23
- Fest Art Kp I/23
- Fest Art Kp II/23
- Fest Art Kp III/23
- Fest Inf Kp I/23
- Fest D Kp II/23
- Fest Flab Stabsbttr 22
- Fest Flab Bttr I/22

Das Korpsmaterial für rund 2200 Mann wurde innerhalb der Anlage für alle neun Einheiten gelagert, bereitgestellt und retabliert.

### Zugeteilte Truppen nach Truppenordnung 95
- Fest Art Kp 16/3

Das Korpsmaterial wurde 1995 ausgelagert und in der Folge durch die Zeughäuser abgegeben.

## Geschichte
Mit dem Bau der Festung wurde im Juli 1941 begonnen. Die Artilleriefestung wurde als Fels- und Kasemattwerk in den Fels gesprengt und mit unterirdischen Stollen verbunden. Im Jahre 1943 waren die ersten Teile der Festung fertiggestellt. Erst Ende 1944 waren alle Werke einsatzbereit. Die Baukosten für die gesamte Anlage beliefen sich auf 8 Millionen Schweizer Franken (ohne Munition und Geschütze).
Die Festung wurde der Reduitbrigade 22 übergeben. Die Besatzung bestand aus der Festungsabteilung 23 (Typ A). Die Geschütze wurden durch die Festungs-Artilleriekompanie III/23 bedient.

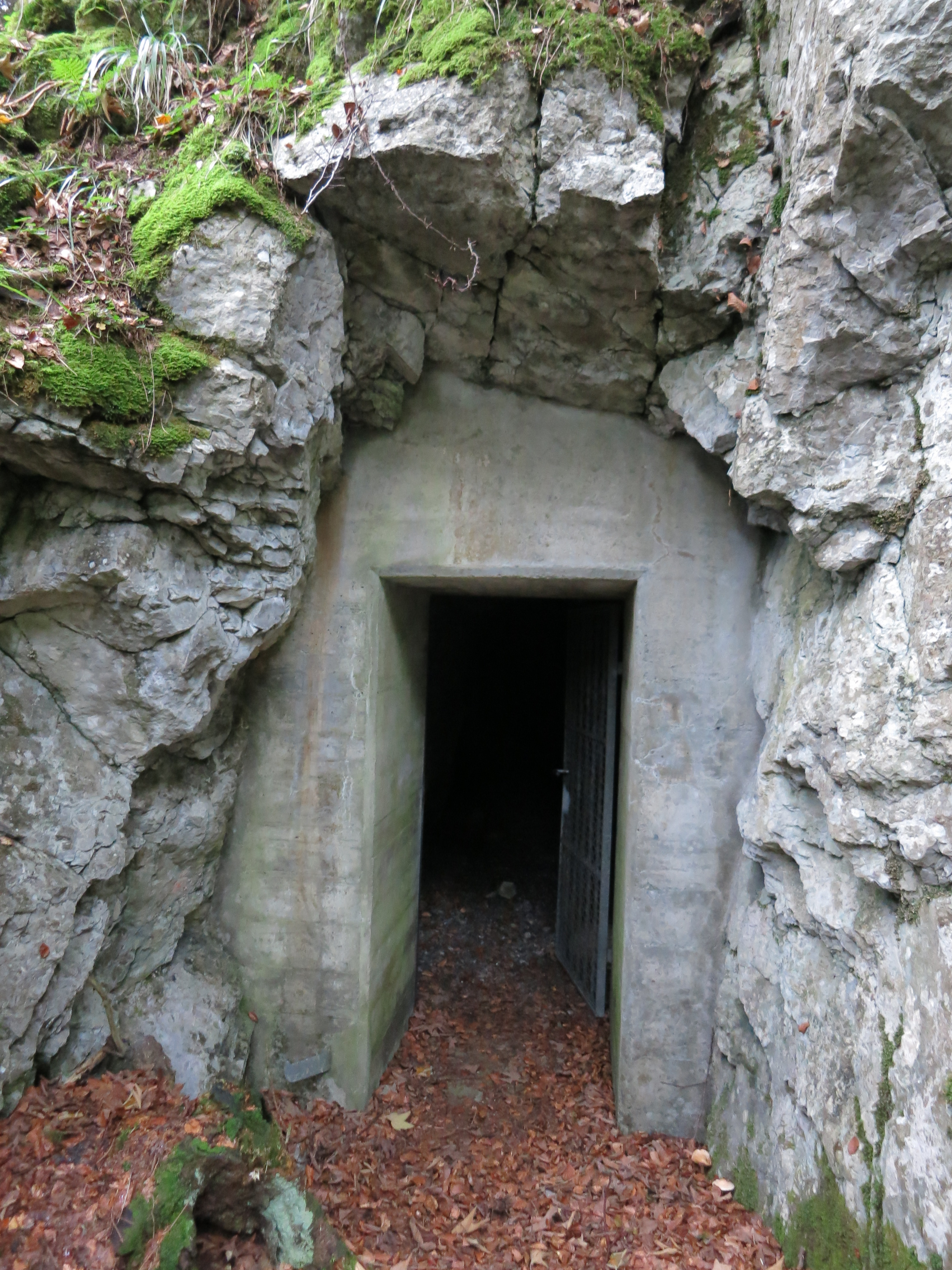
Stolleneingang A 2292 (kein Zugang in A2288)
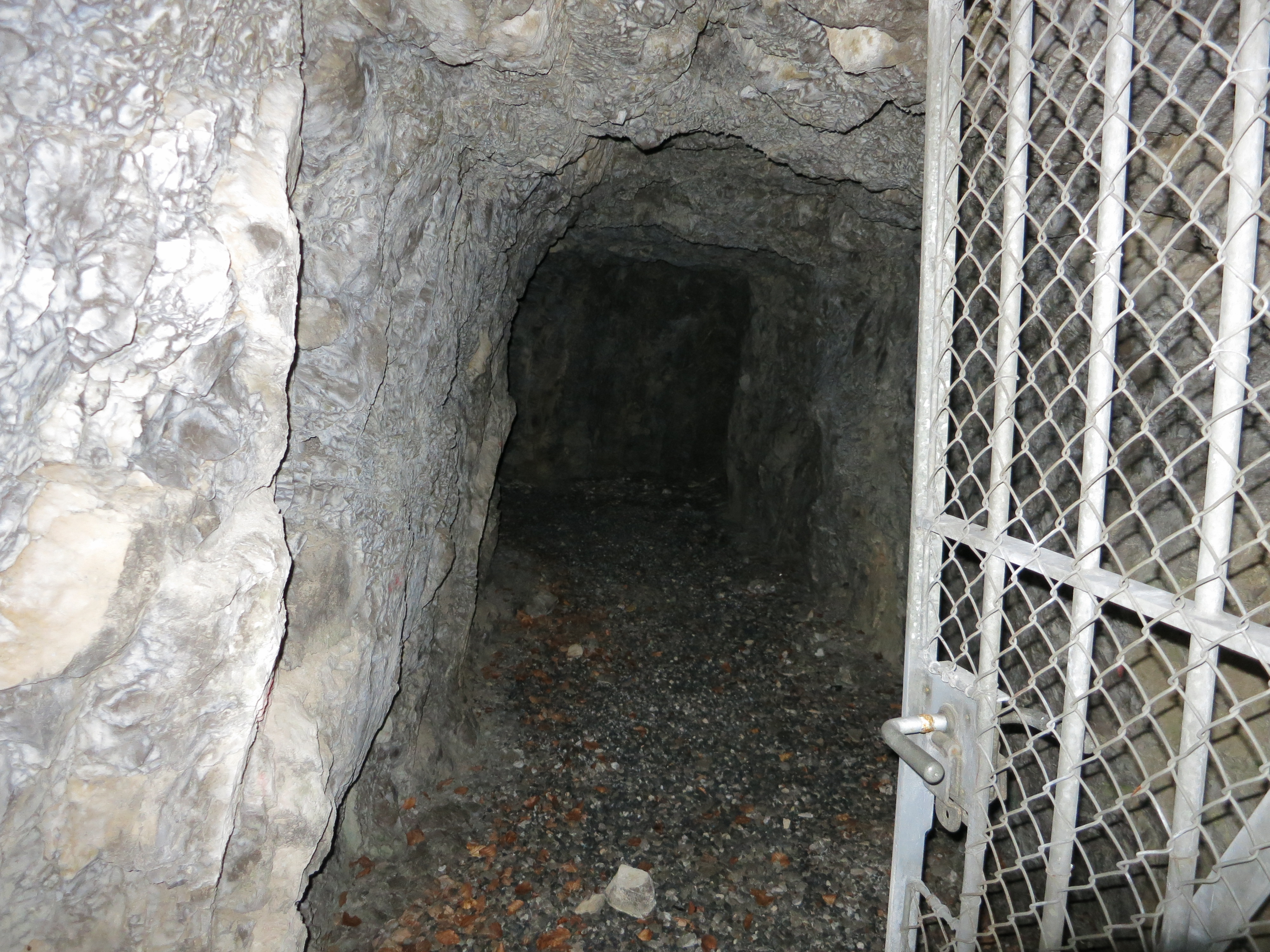
Felsstollen A 2292 (kein Zugang in A2288)
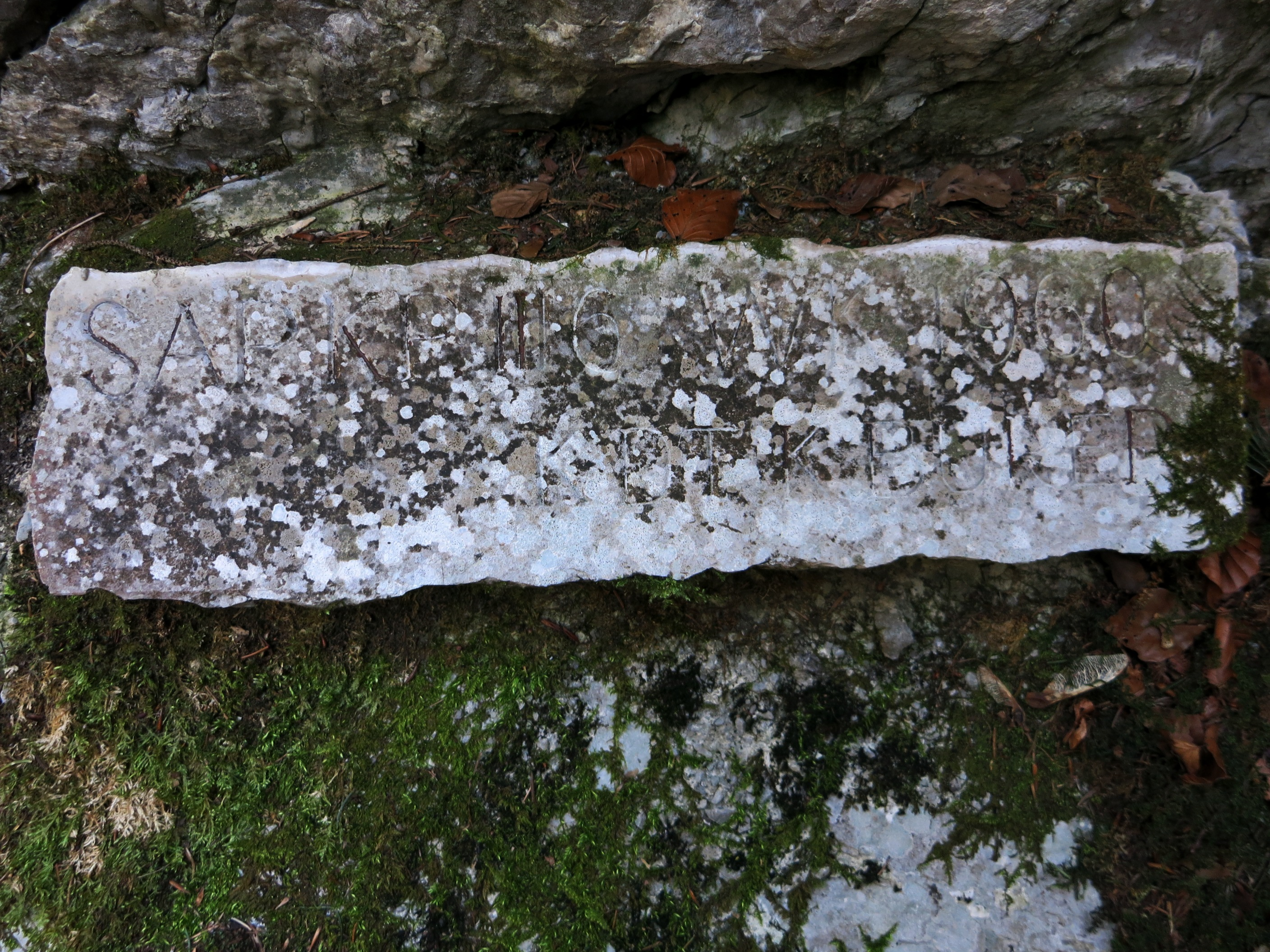
Sappeurkompanie III 6 – WK 1960

### Rückbau und Ende
Nach dem Entscheid von 1998, alle grossen Artillerie-Forts in der Schweiz aus Spargründen stillzulegen, wurde erst sämtliche Munition ausgelagert. Rund 15'000 Granaten 10,5 cm und entsprechende Ladungen wurden verpackt und in die Munitionsfabrik Altdorf transportiert. Die Festung A2288 Mueterschwanderberg wurde im Jahre 2001 entklassifiziert und stillgelegt.
2004 wurde mit ca. 30 Angehörigen des neugebildeten Infrastruktur Bataillon 2 (Infra Bat 2) sämtliches Mobiliar abtransportiert und alle Holzeinbauten wurden demontiert.
Seit Januar 2007 lagen die definitiven Genehmigungen zum Rückbau der Festung vor. Im selben Jahr wurde das Bauunternehmen Anliker AG mit dem endgültigen Rückbau der Installationen bis auf Beton bzw. Mauerwerk beauftragt. Hierbei wurden auch sämtliche Tarnungen der Eingänge und Geschütze entfernt. Nach 60 Jahren im Geheimen kam die Festung Mueterschwanderberg ans Tageslicht.

## Sperrstelle Drachenried
Zur Sperre gehörte das auf Höhe des unteren Eingangs des Artilleriewerkes Mueterschwanderberg gelegene Infanteriewerk Blattiberg. Aufgabe war die Sperrung der Ebene Drachenried zwischen dem Allweg und St. Jakob in Richtung Kerns.
Die Bewaffnung umfasste 2 × 7,5-mm-Mg 11 (ersetzt durch 2 × 7,5-mm-Fest-Mg 51/80 auf Schartenlafette) und einer 4,7-cm-Festungspak (ersetzt durch 1 × 9-cm-Pak 50 auf Pivotlafette). Dazu kam der Infanteriebunker Ennetmoos Ost A 2293 mit einem Mg und einer 9-cm-Pak.
Bekannte Objekte der Sperre:
- Infanteriewerk Blattiberg (in A 2288.01, Bewaffnung wie A 2293)
- Infanteriebunker Ennetmoos Ost A 2293 (1 × 7,5-mm-Mg 11 später Mg 51/80, 1 × 4,7 cm IK35/41 PL später 9-cm-Pak 50/57) ⊙
- Geländepanzersperre Drachenried T 1360 mit Stauwehr Mehlbach

### Hindernis mit Stauwehr
Das Hindernis bestand aus abgeschrägten Betonklötzen mit vorgelagertem Graben, einem aufgeschütteten Erddamm sowie einem Stauwehr: Der Mehlbach wäre vorsorglich gestaut worden, eine Überflutung westlich der Kantonsstrasse wäre dann möglich gewesen.
Die abgeschrägten Betonblöcke wurden an der Südflanke nur bis zum Waldrand hochgezogen. Der vorgelagerte Graben wurde im Wald weitergeführt und war auf der ganzen Länge mit Stacheldrahthindernis verstärkt.